# Composición de Marte
La composición de Marte cubre la rama de la geología de Marte que describe de qué está compuesto el planeta Marte.

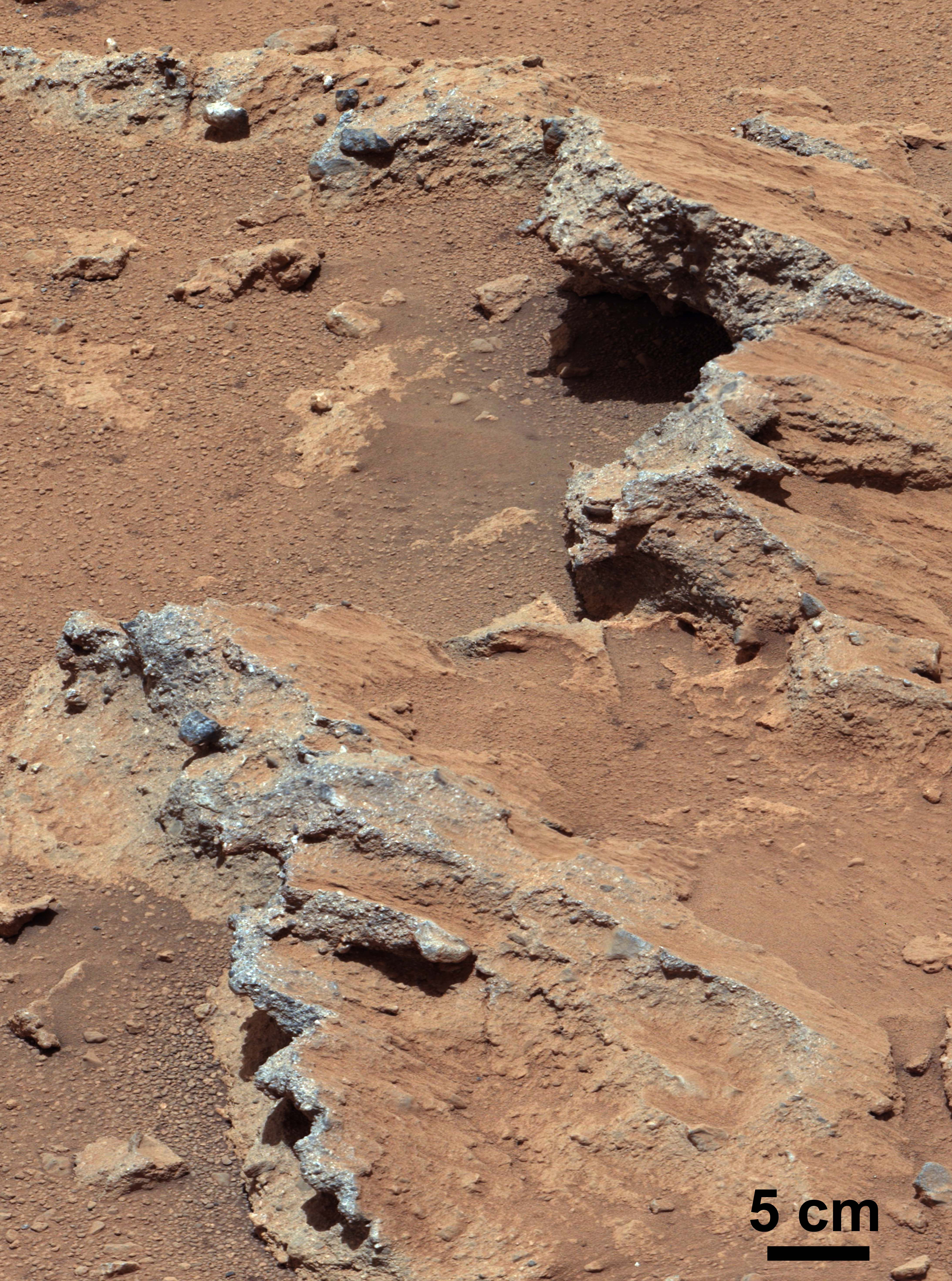
"Hottah" formación rocosa en Marte – Cauce visto por el Curiosity (12 de septiembre de 2012, balance de blancos) (original) (muestra) (versión 3-D).

## Composición elemental
Como en la Tierra, Marte es un planeta con diferencias, lo que significa que tiene un núcleo formado por hierro-níquel, un manto, y una corteza de silicatos menos densa. El representativo color rojo del planeta es debido a la cantidad de óxido de hierro existente en su superficie.

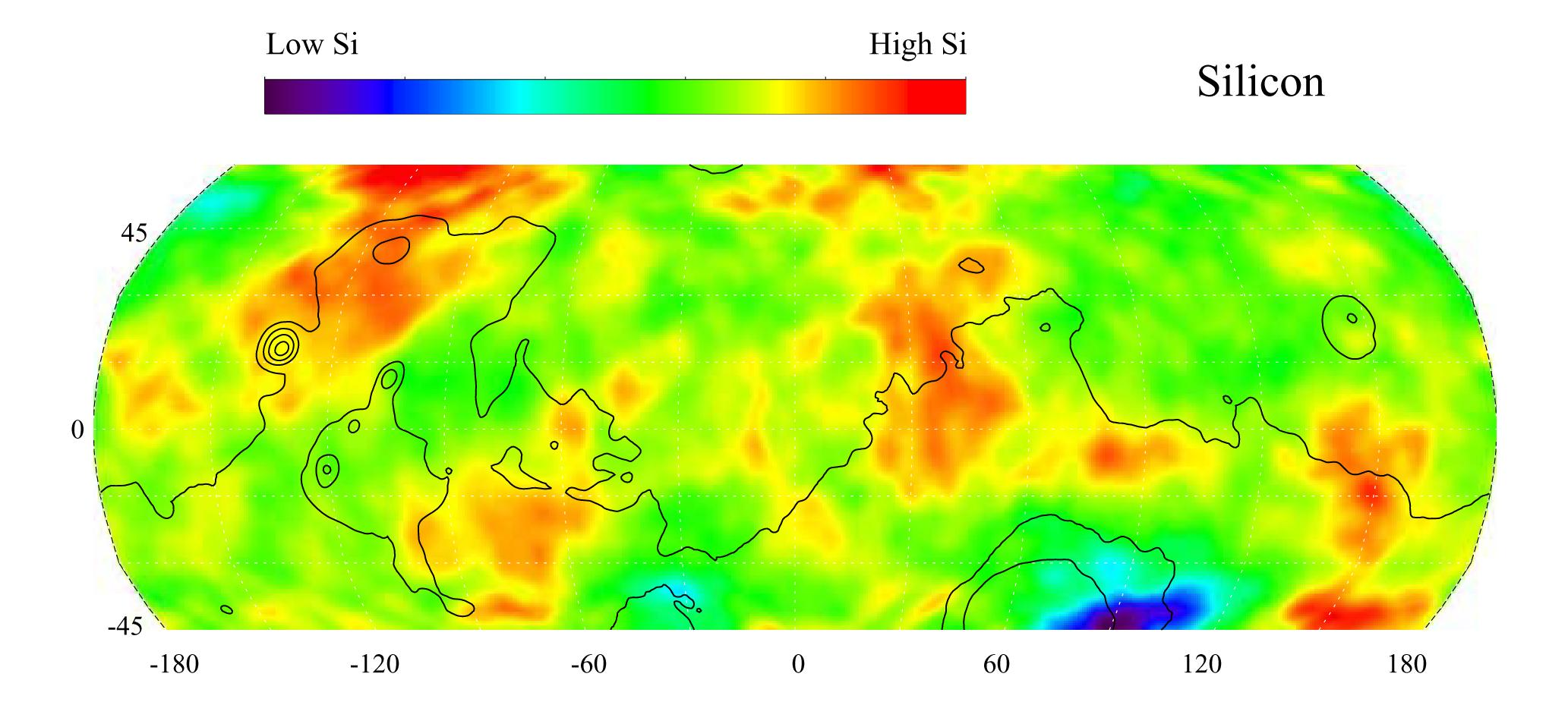
Gran parte de los elementos más abundantes se pueden detectar de forma remota desde naves espaciales en órbita. Este mapa muestra la concentración en la superficie (porcentaje de peso) de silicio, basado en datos procesados desde el Espectrómetro de Rayos Gamma (GRS) a bordo de la nave espacial Mars Odyssey. Para otros elementos también se han sacado mapas similares.

Mucho de lo que conocemos acerca de la composición elemental de Marte proviene de naves espaciales en órbita y módulos de aterrizaje. (Véase el artículo Exploración de Marte) la mayoría de las naves espaciales portan espectrómetros y otros instrumentos que sirven para medir la composición de la superficie del planeta por cualquiera de los medios de teledetección, ya sea desde la órbita o de análisis in situ sobre la superficie. También por las muestras en forma de meteoritos provenientes de Marte que han terminado cayendo en la Tierra. Los meteoritos marcianos (a menudo llamados SNC, por Shergottites, Nakhlitos y Chassignites—designación de los primeros grupos de meteoritos que está demostrado que tienen un origen marciano) proporcionar datos 
Basándose en las fuentes de esas bases de datos, los científicos creen que los elementos más abundantes químicos en la corteza de Marte, además de silicio y oxígeno, son: hierro, magnesio, aluminio, calcio, y potasio. Estos elementos son los componentes principales de los minerales que comprenden rocas ígneas, otros elementos como titanio, cromo, manganeso, azufre, fósforo, sodio y cloro son menos abundantes, aun así también son componentes importantes de muchos minerales accesorios en rocas y de minerales secundarios (productos de meteorización) en el polvo y suelos (regolito). El hidrógeno está presente en forma de agua (H2O), hielo y en minerales hidratados. También se detectó carbono como dióxido de carbono (CO2) en la atmósfera y a veces en hielo seco en los polos. También se ha detectado una cantidad desconocida de carbono concentrada en carbonatos. El nitrógeno molecular (N2) compone el 2,7 por ciento de la atmósfera. Por lo que sabemos, los compuestos orgánicos no existen hasta el momento excepto una traza de metano detectada en la atmósfera.
El 16 de diciembre de 2014, la NASA informó que el Rover Curiosity detectó "picos", probablemente localizado, de cantidades de metano en la atmósfera de Marte. Tras las toma de muestras, las mediciones dieron como resultado que la cantidad de metano era "una docena de veces superior después de 20 meses", mostrando aumentos a finales de 2013 y principios de 2014, siendo un promedio de "7 partes de metano por mil millones en la atmósfera". Antes y después de eso, las lecturas promedio de alrededor de una décima parte de ese nivel.
Los elementos que componen el planeta son levemente distintos a los de la Tierra en varios aspectos importantes. En primer lugar, el análisis de meteoritos de Marte sugiere que el manto del planeta es aproximadamente dos veces más rico en hierro como el manto de la Tierra. En segundo lugar, su núcleo es más rico en azufre. En tercer lugar, el manto de Marte es más rico en potasio y fósforo que la Tierra y en cuarto lugar, la corteza de Marte contiene un mayor porcentaje de elementos volátiles tales como el azufre y el cloro que la corteza terrestre. Muchas de estas conclusiones están cotejadas por análisis in situ de rocas y suelos en la superficie de Marte.

## Mineralogía y petrología

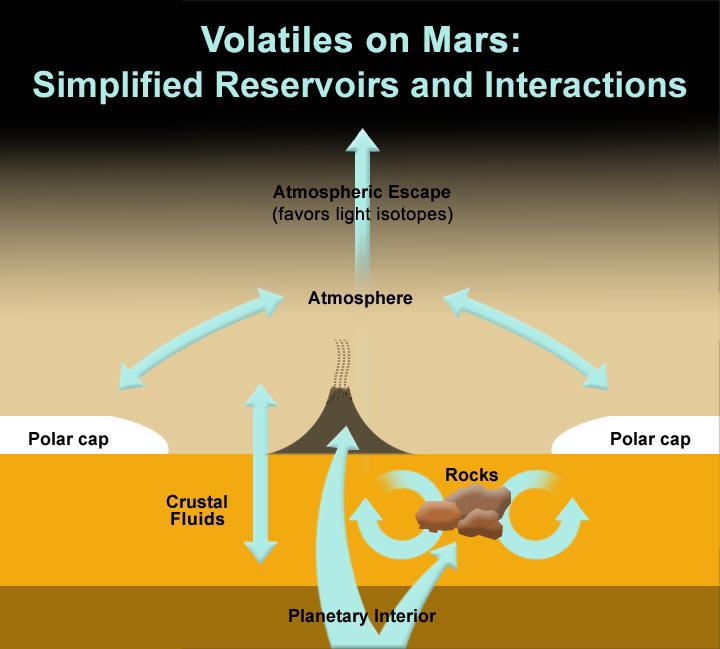
Planeta Marte - gases volátiles - (Curiosity, octubre de 2012).

Marte es fundamentalmente un planeta de roca ígnea. Las rocas encontradas en la superficie y en la corteza están formadas predominantemente por minerales cristalizados a partir del magma. La mayor parte de nuestro conocimiento sobre dicha composición proviene de los datos espectroscópicos de naves espaciales en órbita, en análisis in situ de rocas y suelos, a partir de seis puntos de aterrizaje, y el estudio de los meteoritos marcianos. Los espectrómetros actualmente en órbita son THEMIS (Mars Odyssey), OMEGA (Mars Express), y CRISM (MRO). Los dos vehículos de exploración de Marte llevan cada uno un Alpha Particle X-ray Spectrometer (APXS), un espectrómetro de emisión térmica (Mini-TES), y un espectrómetro Mössbauer para identificar minerales en la superficie.
El 17 de octubre de 2012, el Rover Curiosity en el sitio conocido como "Rocknest" en el planeta Marte, realizó el primer análisis de difracción de rayos X en suelo marciano. Los resultados del analizador CheMin del rover revelaron la presencia de varios minerales, entre los que se incluyen feldespato, piroxeno y olivino, concluyendo que el suelo marciano de esa muestra es muy similar a los suelos que se pueden encontrar en las muestras basálticas que emiten los volcanes de Hawái.

### Rocas y minerales primarios
| |                                 |                               |                      |                              |                                |                           |                          |
| Adirondack (Spirit)                                                                                        | Barnacle Bill (Mars Pathfinder) | Bathurst Inlet (Curiosity)    | Big Joe* (Viking)    | Block Island (Opportunity) M | Bounce (Opportunity)           | Coronation (Curiosity)    | El Capitan (Opportunity) |
| |                                 |                               |                      |                              |                                |                           |                          |
| Esperance* (Opportunity)                                                                                   | Goulburn (Curiosity)            | Heat Shield (Opportunity) M   | Home Plate (Spirit)  | Hottah (Curiosity)           | Jake Matijevic (Curiosity)     | Last Chance (Opportunity) | Link (Curiosity)         |
| |                                 |                               |                      |                              |                                |                           |                          |
| Mackinac Island (Opportunity) M                                                                            | Mimi* (Spirit)                  | Oileán Ruaidh (Opportunity) M | Pot of Gold (Spirit) | Rocknest 3 (Curiosity)       | Shelter Island (Opportunity) M | Tintina (Curiosity)       | Yogi (Mars Pathfinder)   |
| Notas: * = El artículo enlazado trata sobre la misión que encontró esta roca; M = Meteoritos de Marte - () |                                 |                               |                      |                              |                                |                           |                          |

Las áreas oscuras de Marte se caracterizan por la concentración de rocas máficas cuyos componentes principales son minerales como olivino, piroxeno, y feldespato plagioclasa. Estos minerales son los constituyentes primarios de basalto, roca volcánica oscura que también se encuentra en la corteza oceánica de la Tierra y en los mares de la Luna.

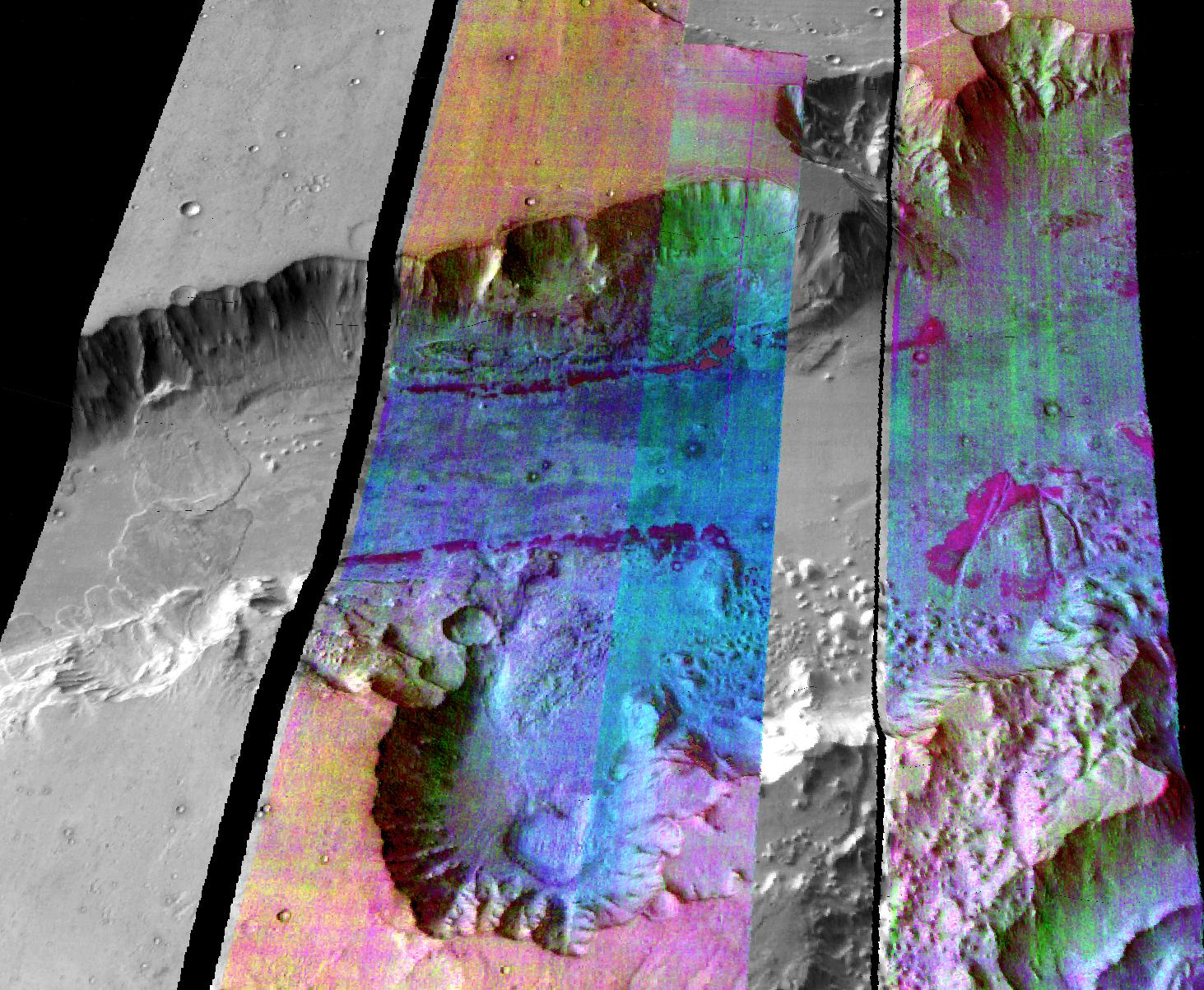
Mars Odyssey THEMIS imagen en falso color de los basaltos de olivino en el Valle Marineris. Las capas ricas en olivino aparecen de color púrpura.

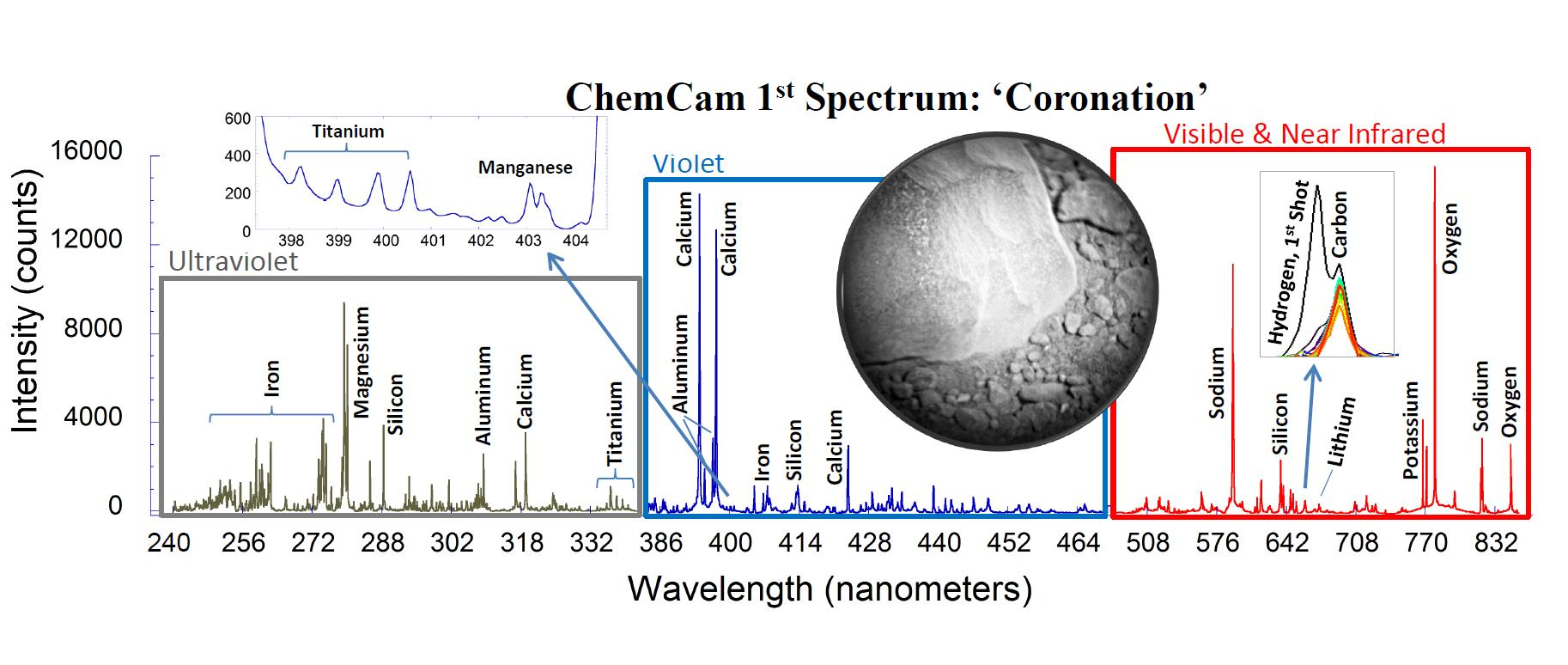
Primer espectro láser de elementos químicos de la ChemCam del Curiosity (roca "Coronación", 19 de agosto de 2012).

El olivino se encuentra en todo el planeta, aunque algunas de las mayores concentraciones están en Nili Fossae, área que contiene rocas del periodo marciano Noachian. Otro gran afloramiento rocoso rico en olivino se da en Ganges Chasma, una sima en el lado oriental de Valles Marineris. El olivino suele meteorizarse en minerales de arcilla, fácilmente en presencia de agua, por lo tanto, las áreas con grandes afloramientos de roca olivino son indicativas de que el agua líquida no ha sido abundante desde la formación de las rocas.
El piroxeno también es otro mineral muy extendido por toda la superficie. Tanto bajo contenido en calcio (orto) como alto contenido de calcio (clino-) los piroxenos están presentes, en las variedades de alto en calcio asociados con jóvenes escudos volcánicos y las formas de bajo en calcio (enstatita) más común en antiguos terreno de montaña. Debido a que el enstatite funde a una temperatura superior a su primo de alto contenido de calcio, algunos investigadores han argumentado que su presencia en las tierras altas indica que los magmas más antiguos de Marte tenían temperaturas más altas que los más jóvenes.
Entre los años 1997 y 2006, el Espectrómetro de Emisión Térmica (TES) a bordo de la nave espacial Mars Global Surveyor (MGS) mapeó la composición mineral global del planeta. Identificó dos unidades volcánicas escala mundial en Marte: Superficie Tipo 1 (ST1) que caracteriza las tierras altas del periodo Noachian y se compone de plagioclasa y clinopiroxeno ricos en basaltos inalterados. Superficie Tipo 2 (ST2) es común en las llanuras más recientes del norte con una diferencia, es más rico en sílice que ST1.

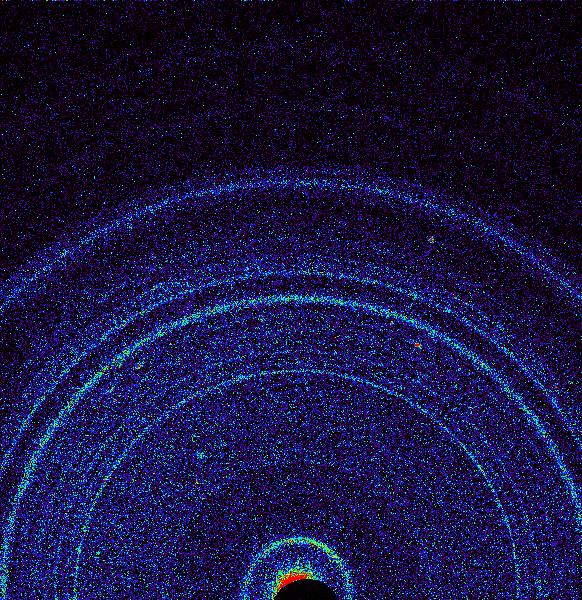
Primera vista de suelo marciano de difracción de rayos X -. El análisis CheMin revela feldespato, piroxenos, olivino y otros (Curiosity "Rocknest", 17 de octubre de 2012).

Las lavas encontradas en ST2 fueron identificadas como andesitas o andesitas basálticas, indicando que las lavas de las llanuras del norte se habrían originado a partir de magmas rico en volátiles, más evolucionados químicamente. (Véase diferenciación magmática y cristalización fraccionada.) Sin embargo, otros investigadores sugirieron que ST2 representa antiguos basaltos con delgados revestimientos de vidrio de sílice o de otros minerales secundarios que se formaron a través de la interacción con agua o hielo y otros materiales.

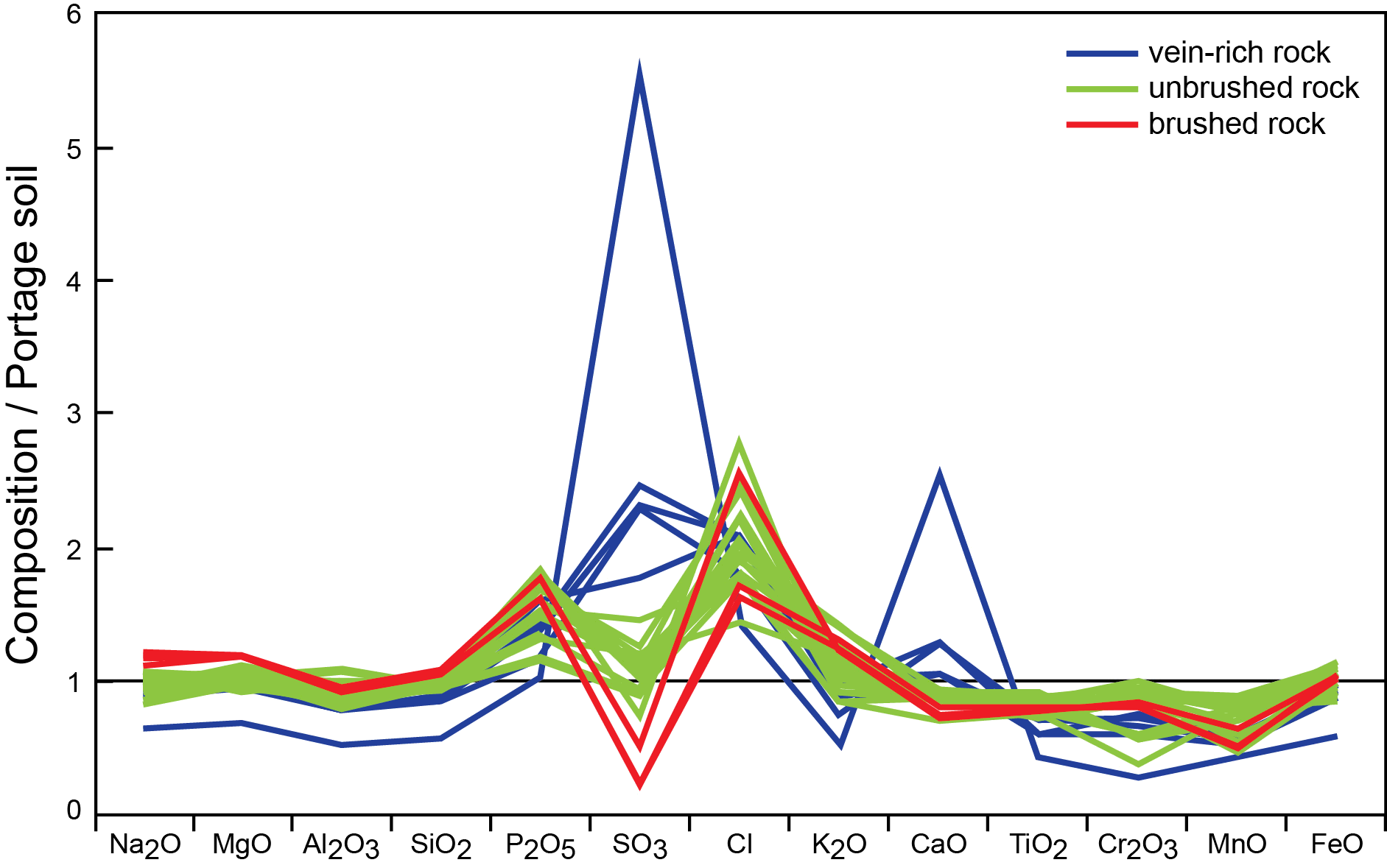
Composición de la roca "Yellowknife Bay" - vetas de roca tienen más altos contenidos en calcio y azufre que el suelo "Portage" - resultados del APXS - Curiosity (marzo de 2013).

También es cierto que están presentes rocas intermedias y félsicas en Marte, aunque son difíciles de encontrar. Los espectrómetros TES y THEMIS de la nave espacial Mars Odyssey identificaron rocas con elevado contenido en sílice en Syrtis Major y cerca del borde del sudoeste del cráter Antoniadi. La rocas tienen espectros que indican que son semejantes a dacitas y granitoides ricos en cuarzo, lo que sugiere que al menos algunas zonas de la corteza marciana pueden tener una diversidad de rocas ígneas similares a las de la Tierra. Algunos datos geofísicos sugieren que la mayor parte de la corteza marciana está compuesta por andesita o andesita basáltica. La corteza andesitica está oculta por la superposición de lavas basálticas que dominan la composición de la superficie, pero que son volumétricamente menores.
Las rocas estudiadas por el Spirit en el cráter Gusev se pueden clasificar de diferentes maneras. Las cantidades y tipos de minerales están compuestos por antiguas rocas basálticas, también llamados basaltos picritico, son similares a antiguas rocas terrestres conocidas como komatiítas basálticas. Las rocas de las llanuras también se parecen a las shergottites basálticas, meteoritos que vinieron de Marte. Un sistema de clasificación compara la cantidad de elementos alcalinos a la cantidad de sílice en un gráfico; en este sistema, las llanuras Gusev se encuentran cerca de una fusión de basalto, picrobasalto, y tefita. La clasificación Irvine-Barager los identifica como basaltos.

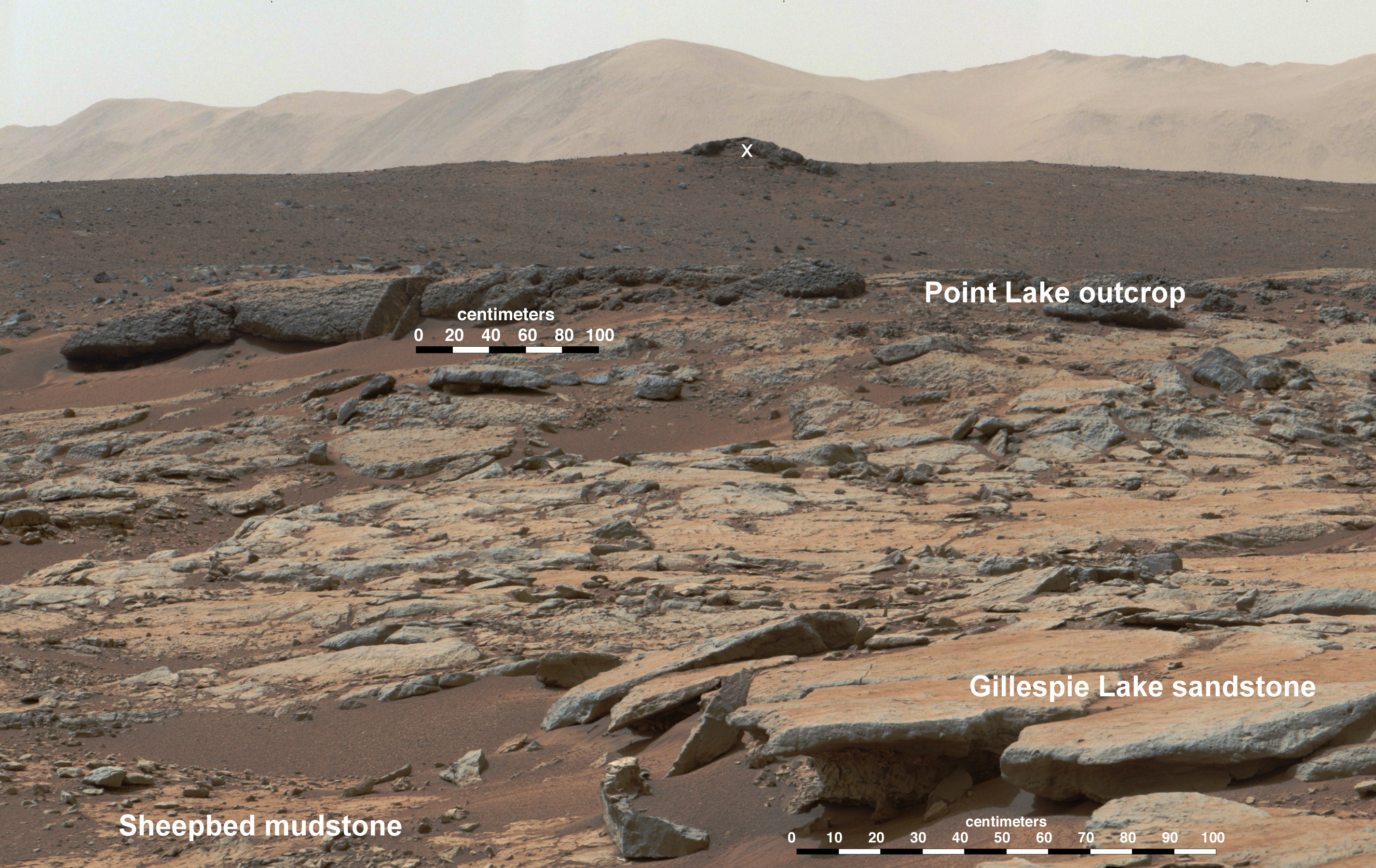
'Curiosity - vista de lutita "Sheepbed" (abajo a la izquierda) y su entorno (14 de febrero de 2013).

El 18 de marzo de 2013, la NASA informó que las pruebas realizadas con las herramientas del Curiosity sobre la reacción de hidratación en los minerales, detectaron lo que podría ser sulfato de calcio hidratado en varias muestras de rocas, incluyendo trozos de fragmentos de las rocas denominadas "Tintina" y "Sutton inlier", así como en las vetas y nódulos en la roca denominada "Knorr" y "Wernicke". El resultado del análisis realizado por el detector del Curiosity DAN da evidencias de existencia de agua en el subsuelo de alrededor de un 4 %, hasta una profundidad de 60 cm (2,0 pies), durante su desplazamiento desde el lugar donde aterrizó el Curiosity (Bradbury Landing) ubicado en la Yellowknife Bay en la zona denominada Glenelg.

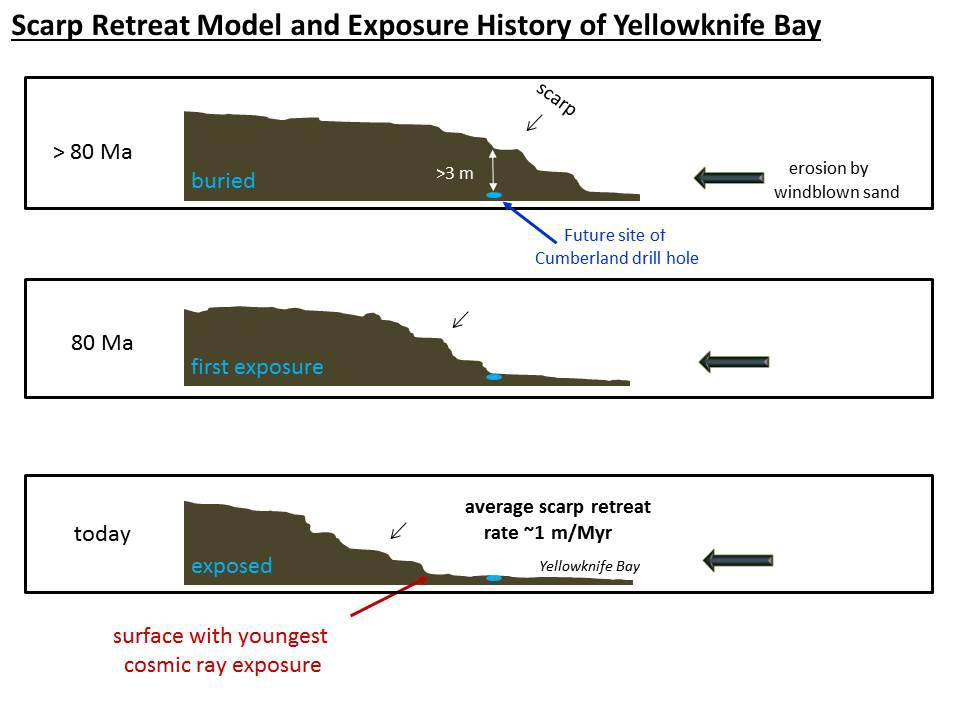
Modelo de retiro de escarpe por la arena o por el viento a lo largo del tiempo en Marte (Yellowknife Bay, 9 de diciembre de 2013).

En la edición de septiembre de 2013 de la revista Science, los investigadores describen un tipo diferente de roca a la que llaman "Jake M" o "Jake Matijevic (rock)", fue la primera roca analizada por el Alpha Particle X-ray Spectrometer del Curiosity, siendo distinta al resto de rocas ígneas marcianas conocidas, ya que es alcalina (> 15 % nefelina normativa) y es relativamente fraccionable. Es similar a las mugearitas terrestres, que se suelen encontrar en las islas oceánicas y las grietas continentales. Este descubrimiento es indicativo de que los magmas alcalinos pueden ser más comunes en Marte que en la Tierra y que Curiosity podrían encontrar más rocas alcalinas fraccionables (por ejemplo, fonolitas y traquitas).
En el número de diciembre de 2013 de la revista Science, se publican seis artículos donde investigadores de la NASA describen algunos descubrimientos nuevos realizados por el Curiosity. Se encuentran posibles sustancias inexplicables por la contaminación. Aparte del carbono orgánico originario de Marte, solo se podría entender que pudiera haber sido traído por meteoritos externos que aterrizaron en el planeta. Debido a que gran parte del carbono fue liberado a una temperatura relativamente baja el equipo del Curiosity, Sample Analysis at Mars (SAM), da como resultado que no formaba parte de la muestra. El carbono podría provenir de organismos, pero aún no ha sido confirmado. La muestra se toma mediante perforación de 5 centímetros de profundidad en la roca denominada “Sheepbed mudstone” ubicada en Yellowknife Bay. Las muestras fueron nombradas John Klein y Cumberland. Los microbios podrían estar viviendo en Marte mediante la obtención de energía a partir de los desequilibrios químicos entre minerales en proceso quimiolitótrofos que significa "comer roca". Sin embargo, en este proceso solo está implicada una muy pequeña cantidad de carbono —mucho menos que el encontrado en Yellowknife Bay—.
Utilizando el espectrómetro de masas SAM, los científicos midieron los isótopos de helio, neón y argón que los rayos cósmicos producen a medida que profundizan en la roca. Los isótopo encontrados han sido sobre todo en rocas que están cercanas a la superficie. El Curiosity perforó una roca que había en el lecho de un lago que tenía aproximadamente 4000 millones de años de edad, el lecho se secó hace aproximadamente 30 millones y 110 millones de años, la erosión del viendo parte de la roca. Tras este descubrimiento, se espera encontrar lugares que tengan una edad más actual de decenas de millones de años menos mediante perforaciones cerca de afloramientos en voladizo.
Se ha medido la dosis absorbida y la dosis correspondiente de rayos cósmicos y partículas energéticas solares en la superficie de Marte en los ~300 días de estudio durante el máximo solar actual. Estas mediciones son necesarias para futuras misiones tripuladas al planeta, para estimar los tiempos de supervivencia de cualquier tipo de vida posible microbiana existente o en el pasado, y estimar cuánto tiempo pueden conservarse biofirmas orgánicos potenciales. Este estudio se realiza profundizando unos pocos metros para acceder a posibles tipos de biomoléculas. La medición de la dosis absorbida por el Radiation Assessment Detector (RAD) es de 76 mGy/año en la superficie. Tras obtener los resultados, se estimó que en una órbita a Marte con una duración de 180 días en cada sentido, y 500 días sobre la superficie para realizar un año marciano, un astronauta se expondría a una dosis total equivalente de ~ 1,01 sievert. La exposición a 1 sievert está asociada a un aumento del 5 % de riesgo de desarrollo de cáncer mortal. El límite actual permitido por la NASA con el que los astronautas pueden operar en órbitas terrestres bajas es el 3 %. El máximo blindaje contra los rayos cósmicos galácticos se puede obtener a 3 metros bajo el suelo de Marte.
Las muestras examinadas serían en algún momento probablemente lodo que hace millones o decenas de millones de años podrían haber albergado organismos vivos. Este ambiente húmedo tenía un pH neutro, baja salinidad y estados redox variables de hierro y azufre. Estos tipos de hierro y azufre podrían haber sido utilizados por los organismos vivos. C, H, O, S, N, y P se mide directamente como elementos biogénicos clave, y por inferencia, P es demuestra que han existido. Las dos muestras, John Klein y Cumberland, contienen minerales basálticos, Ca-sulfatos, óxido de Fe/hidróxidos, Fe-sulfuros, material amorfo, y esmectitas trioctaédricas (un tipo de arcilla). Los minerales basálticos en las lutitas son similares a sedimentos cercanos. Sin embargo, estas lutitas tiene menos cantidad de Fe-forsterita y más magnetita, así la Fe-forsterita (tipo de olivino) fue probablemente alterada convirtiéndose en esmectita (un tipo de arcilla) y magnetita. En el intervalo de las eras Noachian/Hesperian indica que la formación de mineral de arcilla en Marte sucedió mucho antes que en la era Noachian; por lo tanto, en ese lugar el pH neutro duró más de lo que anteriormente se pensaba.

### Polvo y suelos

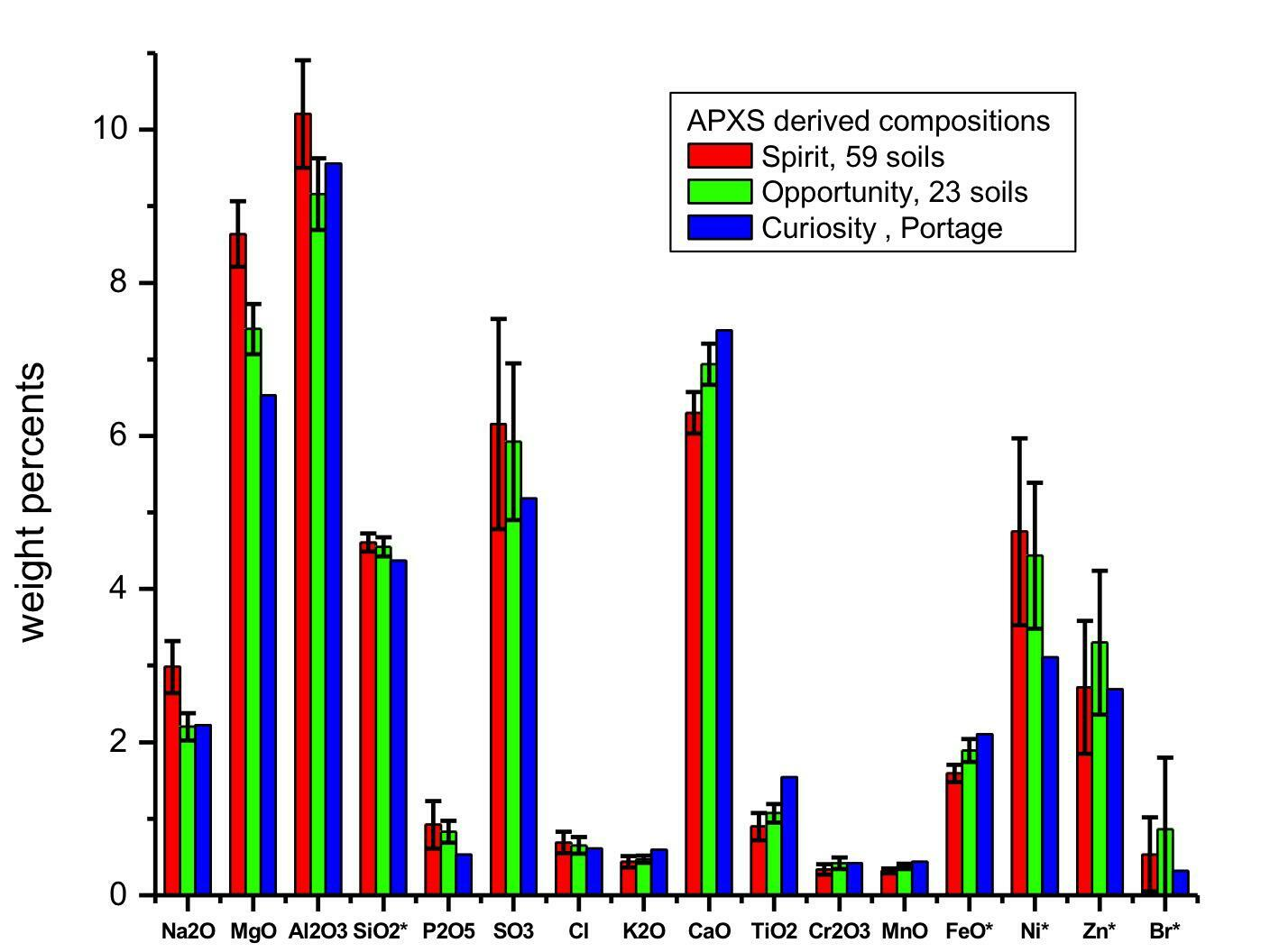
Comparativa de muestras tomadas por los tres rover que estudian el suelo en Marte: Curiosity, Opportunity, Spirit (3 de diciembre de 2012).

Gran parte de la superficie marciana está cubierta por una capa de bastante profundidad de polvo tan fino como el polvo de talco. El predominio generalizado del polvo obscurece el lecho de roca subyacente, haciendo que la identificación espectroscópica de minerales primarios sea una tarea imposible desde la órbita en muchas zonas del planeta. El aspecto rojizo/anaranjado del polvo es causado por el exceso de óxido de hierro (III) (nanofase Fe2O3) y el óxido de hierro (III) hidróxido goethita.
El Mars Exploration Rovers identificó la magnetita como el mineral responsable de las propiedades magnéticas del polvo. Probablemente también contiene trazas de titanio.
La capa de polvo de todo el planeta y la presencia de otros sedimentos arrastrados por el viento han hecho que la composición del suelo sea notablemente uniforme en toda la superficie marciana. El análisis de muestras de suelo de las sondas Viking en 1976, Pathfinder y los Mars Exploration Rover muestran composiciones minerales casi idénticas en lugares muy separados de todo el planeta. Los suelos están formados por fragmentos de roca basáltica finamente divididos y altamente enriquecidos en azufre y cloro, probablemente derivados de emisiones de gases volcánicos.

### Minerales secundarios (alterados)
Los minerales producidos por la alteración hidrotérmica y el desgaste de minerales basálticos primarios también están presentes en Marte. Los minerales secundarios incluyen hematita, filosilicatos (minerales de arcilla), goethita, jarosita, minerales de sulfato de hierro, sílice opalina y yeso. Muchos de estos minerales secundarios requieren agua líquida para su formación de agua líquida (minerales acuosos).
El sílice opalina y los minerales de sulfato de hierro se forman en soluciones ácidas (pH bajo). Los sulfatos se han encontrado en múltiples lugares, como por ejemplo Juventae Chasma, Ius Chasma, Melas Chasma, Candor Chasma, y Ganges Chasma. Todos estos sitios contienen relieves de formaciones fluviales que indican que una vez hubo agua abundante. El Spirit descubrió sulfatos y goethita en Columbia Hills.
Algunos de los minerales detectados pueden haberse formado en ambientes adecuados (es decir, con suficiente agua y pH adecuado) durante toda la vida. La esmectita (un filosilicato) se forma en aguas casi neutrales. Los filosilicatos y los carbonatos son buenos para conservar materia orgánica, por lo que pueden contener rastros de vida pasada. Los depósitos de sulfato pueden conservar fósiles químicos y morfológicos, y fósiles de microorganismos conservados en forma de óxidos de hierro como la hematita. [61] La presencia de sílice opalina formada en ambiente hidrotérmico que podría contener vida. El sílice también es excelente para preservar la evidencia de microbios (fósiles). The presence of opaline silica points toward a hydrothermal environment that could support life. Silica is also excellent for preserving evidence of microbes.

### Rocas sedimentarias

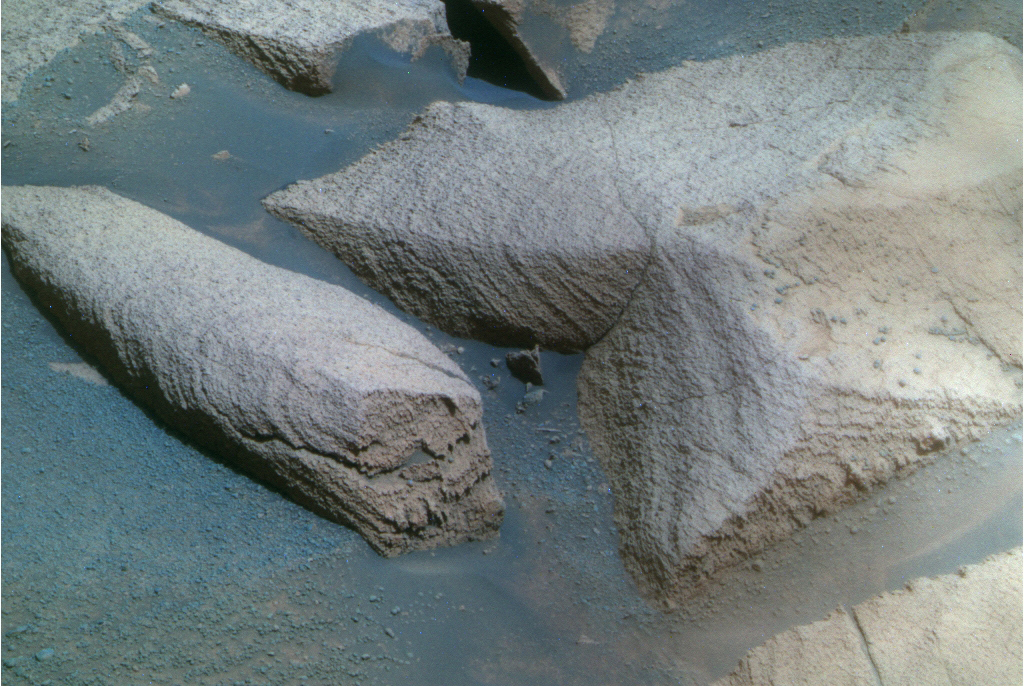
Areniscas cruzadas dentro del cráter Victoria.

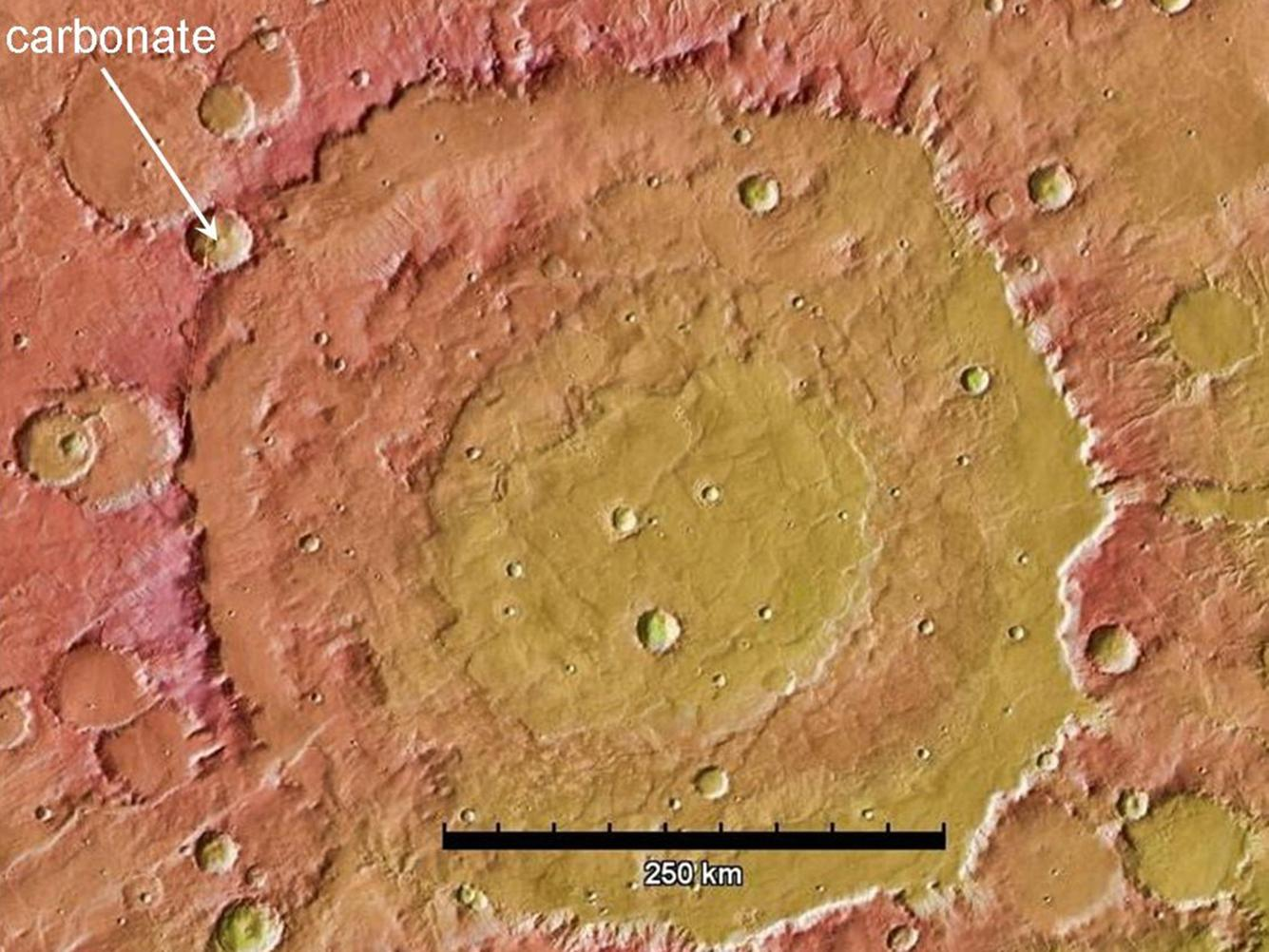
El Cráter de Huygens con su círculo muestra el lugar donde se ha descubierto carbonato. Este depósito puede representar un tiempo en el que Marte tenía abundante agua líquida en su superficie. La escala muestra una longitud de 250 km.

Los depósitos sedimentarios en capas se encuentran muy extendidos en Marte. Estos depósitos son probablemente roca sedimentaria y sedimentos poco endurecidos o no consolidados. Gruesas capas de sedimentos se pueden encontrar dentro de varios cañones como Valles Marineris, en los grandes cráteres en Arabia Planum y Meridiani Planum (ver por ejemplo, Cráter Henry), y probablemente también se encuentran depósitos sedimentarios gruesos en las tierras bajas del norte (por ejemplo, Vastitas Borealis). La Mars Exploration Rover Opportunity aterrizó en un área que contiene areniscas (principalmente eólicas) en capas superpuestas areniscas (Burns formación). Los depósitos fluvial-deltaicos están presentes en el Cráter Eberswalde y en otros lugares, fotogeológicamente se intuye que muchos cráteres y áreas de intercalación de poca altura en las tierras altas del sur contienen sedimentos de lago de la era de Noachian.
Mientras el hecho de encontrar carbonato en Marte ha sido de gran interés para los exobiólogos y geoquímicos por igual, se ha dado el caso de que son pocos los depósitos encontrados en la superficie. Durante el verano del año 2008 las pruebas TEGA y WCL, realizadas por la sonda Phoenix lanzada en el año 2007, encontraron entre un 3 y un 5 % (en peso) de calcita (CaCO3) y de suelo alcalino. En el año 2010 los análisis realizados por el Spirit localizaron afloramientos ricos en carbonato de magnesio y hierro (entre 16 a 34 %) en Columbia Hills del cráter Gusev. El carbonato de magnesio-hierro se formó probablemente tras soluciones de carbonato en condiciones hidrotérmicas en un pH casi neutro en asociación con actividad volcánica durante la era Noachian.
Los carbonatos (calcio o carbonatos de hierro) fueron descubiertos en el borde del cráter Huygens, situado en el cuadrante de Iapygia. El impacto que creó el cráter expuso el material que había enterrado, en el borde, tras el primer impacto que lo desenterró. Estos minerales son la prueba de que en el planeta hubo alguna vez atmósfera de dióxido de carbono mucho más gruesa y con abundante humedad, ya que estos tipos de carbonatos solo se forman cuando hay bastante agua. Estos carbonatos fueron hallados con el espectómetro Compact Reconnaissance Imaging Spectrometer for Mars (CRISM) de la Mars Reconnaissance Orbiter. Con anterioridad, el mismo espectómetro detectó minerales de arcilla y los carbonatos se encontraron cerca de los minerales de arcilla. Ambos minerales se forman en ambientes húmedos. Se supone que hace miles de millones de años Marte era mucho más cálido y húmedo. En ese momento, los carbonatos se habrían formado en un ambiente de bastante agua y con una atmósfera rica en dióxido de carbono. Después habrían sido enterrados estos depósitos de carbonato. El doble impacto sacaron a la luz los minerales. La Tierra tiene grandes depósitos de carbonatos en forma de piedra caliza.

## Descubrimientos de Spirit en el cuadrante Aeolis
Las rocas halladas en las llanuras de Gusev son un tipo de basalto. Compuestos por los siguientes minerales: olivino, piroxeno, plagioclasa y magnetita, y parecen basaltos de origen volcánicos, ya que son de grano fino con agujeros irregulares (los geólogos dirían que tienen vesículas y vugs). Gran parte del suelo de las llanuras se creó tras la descomposición de rocas locales. Encontrándose niveles bastante altos de níquel en algunos suelos; probablemente de meteoritos. El análisis muestra rocas que han sido ligeramente alteradas por pequeñas cantidades de agua. Los revestimientos exteriores y las grietas dentro de las rocas dejan ver minerales depositados en agua, quizás compuestos de bromo. Todas las rocas contienen una fina capa de polvo y una o más cortezas más duras de otro material. Unas capas se pueden retirar con un leve cepillado mientras otras más duras necesitan un tratamiento más abrasivo para retirarla (RAT).
Existen distintos tipos de rocas en Columbia Hills, algunas de estas rocas han sido erosionadas por el agua, pero no por mucha cantidad de agua.
El polvo encontrado en el cráter Gusev es el mismo encontrado sobre todo el planeta. Se encontró que todo estaba magnetizado. Además, Spirit encontró que el magnetismo era causado por el mineral de magnetita, especialmente la magnetita que contiene titanio. Un imán sería capaz de remover completamente todo el polvo por lo que todo el polvo marciano se cree que es magnético. Los espectros del polvo eran similares a los espectros de brillantes regiones de baja inercia térmica como Tharsis y Arabia que han sido detectadas por satélites en órbita. Una fina capa de polvo, tal vez de menos de un milímetro de grosor recubre toda la superficie marciana. Algunas de estas partículas de polvo contienen pequeñas cantidades de agua mezclada químicamente.

### Llanuras

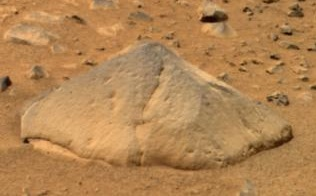
Vista aproximada en color verdadero de Adirondack, tomada por una cámara Pancam desde el Spirit.

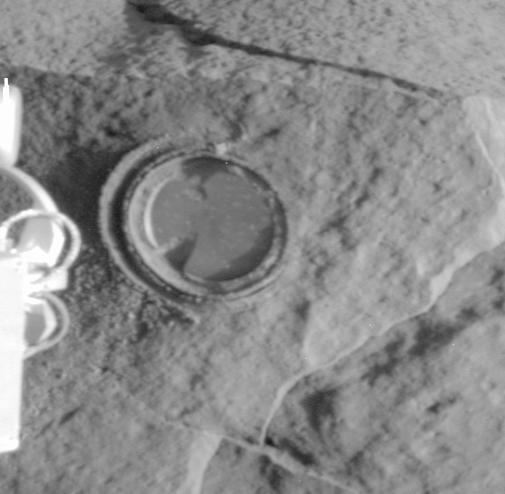
Imagen tomada desde la cámara Pancam de Adirondack después de abrasar una roca con el instrumento RAT.

El estudio realizado de las rocas de las llanuras muestran que están compuestas por minerales como el piroxeno, olivino, plagioclasa y magnetita. Estas rocas pueden clasificarse de diferentes maneras. La mayoría de las rocas primitivas que se encuentran son de tipo basáltico —también llamadas basaltos pirítico—. Estas rocas son similares a las antiguas rocas terrestres conocidas como komatitas basálticas. Otros tipos de rocas son semejantes a los que se encuentran en la Tierra, shergottites basálticos, meteoritos que venían de Marte. Una clasificación comparativa muestra en la gráfica la cantidad de elementos alcalinos con la cantidad de sílice contenido; en esa clasificación, las rocas de las llanuras de Gusev son una fusión de basalto, picrobasalto y tefita. La clasificación de Irvine-Barager los llama basaltos. Las rocas de las llanuras han sido ligeramente erosionadas, probablemente por finas capas de agua porque son más suaves y contienen vetas de material de color claro que pueden ser compuestos de bromo, así como revestimientos o capas. Se cree que pequeñas proporciones de agua habrán conseguido entrar en las grietas induciendo procesos de mineralización. Los recubrimientos en las rocas pueden haber ocurrido cuando fueron enterradas e interactuaron con finas películas de agua y polvo. Una señal de su erosión es que son más fácil moler estas rocas en comparación con los mismos tipos de rocas encontradas en la Tierra.
La primera roca que Spirit estudió fue Adirondack. Resultó ser como las demás rocas rocas de las llanuras.

### Columbia Hills
Los científicos encontraron una variedad de rocas en Columbia Hills, categorizándolas en seis tipos diferentes: Clovis, Wishbone, Peace, Watchtower, Backstay e Independence. Están denominadas según la roca que más destaca en cada grupo. Sus componentes químicos, medidos por APXS, son significativamente distintos entre sí. Lo más importante, es que todas las rocas de Columbia Hills muestran varios grados de erosión debido a los fluidos acuosos. Enriquecidos con elementos como el fósforo, azufre, cloro y bromo, todos los cuales suelen ser transportados en soluciones acuosas. Las rocas también contienen vidrio basáltico, junto con cantidades variables de olivina y sulfatos. La abundancia de olivino varía inversamente con la cantidad de sulfatos. Esto es exactamente lo que se esperaba porque el agua destruye el olivino, pero favorece para producir sulfatos.
La categoría Clovis es especialmente interesante porque el espectrómetro de Mossbauer (MB) detectó goethita. La goethita se forma solo en presencia de agua, por lo que su descubrimiento es la primera prueba directa de agua en el pasado en las rocas de Columbia Hills. Además, los espectros de MB de las rocas y afloramientos mostraron una fuerte disminución de la presencia de olivinos, aunque probablemente las rocas en algún momento contenían bastante olivino. El olivino es un marcador de la escasez de agua, ya que se descompone fácilmente en su presencia. También se encontró sulfato que necesita agua para su formación. En la categoría de Wishstone las rocas contenían gran cantidad de plagioclasa, algo de olivino y anhidrato (un sulfato). En la categoría de Peace las rocas mostraron azufre y fuerte evidencia de agua, por lo que se sospecha que era sulfato hidratado. En la categoría de Watchtower las rocas carecen de olivino, por lo que pueden haber sido alteradas por el agua. En la categoría de Independence las rocas mostraron signos de arcilla (tal vez montmorillonita, un miembro del grupo esmectita). Las arcillas requieren una exposición durante un largo plazo de agua para su formación. Otro tipo de suelo, conocido como Paso Robles, en Columbia Hills, puede ser un depósito evaporado porque contiene grandes cantidades de azufre, fósforo, calcio y hierro. Además, MB encontró que gran parte del hierro en el suelo de Paso Robles era de la forma oxidado Fe+++, lo que sucedería si hubiera estado presente el agua.
A mediados del sexto año de la misión (que en principio tenía prevista una duración de 90 días), se encontraron grandes cantidades de sílice puro en el suelo. El sílice podría provenir de la interacción del suelo con vapores ácidos producidos por efecto de la actividad volcánica en presencia de agua o de alguna fuente de aguas termales.
Una vez que el Spirit dejase de trabajar por dar como finalizada su misión, los científicos estudiaron datos antiguos tomados con el Miniature Thermal Emission Spectrometer o Mini-TES y confirmaron la presencia de grandes cantidades de rocas ricas en carbonato, lo que significa que esas regiones del planeta pudieron albergar agua. Los carbonatos fueron descubiertos en un afloramiento de rocas llamado "Comanche".
En resumen, el Spirit encontró pruebas de una leve erosión en las llanuras de Gusev, pero sin evidencia de que haya un lago allí. Sin embargo, en las Columbia Hills si que se encontraron indicios de una cantidad moderada de meteorización acuosa. Las zonas estudiadas mostraban restos de sulfatos y goethita y carbonatos que solo se forman cuando existe agua. Se cree que el cráter Gusev pudo haber conservado un lago hace mucho tiempo, pero desde entonces se ha ido cubriendo por materiales ígneos. Todo el polvo contiene un componente magnético que fue identificado como magnetita con aleación de titanio. Además, la fina capa de polvo que cubre todo el planeta parece haber tenido la misma fuente siendo igual por todo Marte.

## Descubrimientos del Opportunity en el cudrante de Margaritifer Sinus

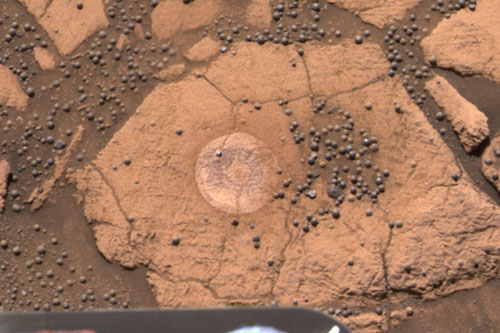
La roca "Berry Bowl".

El Opportunity descubrió que el suelo de Meridiani Planum era muy similar encontrado en el cráter Gusev y Ares Vallis; Sin embargo, en muchos lugares de Meridiani, el suelo estaba cubierto por esférulas redondas, duras y grises que fueron denominadas "blueberries" (arándanos). Éstos arándanos estaban estaban compuestos casi en su totalidad por hematita. Se resolvió que las manchas que detectó el espectro de la Mars Odyssey estaban producidas por éstas esferulas. También se resolvió tras su estudio que los arándanos concreciones formadas en el suelo por el agua. Con el tiempo, estas concreciones se fueron convirtiendo en roca, para terminar convirtiéndose en un concentrado sobre la superficie como un depósito de lava. La concentración de esférulas en el lecho rocoso podría haber producido la cobertura de arándanos observada a partir de la meteorización de tan solo un metro de roca. La mayor parte del suelo es un compuesto de arenas de basalto olivino que no provenían de las rocas locales. La arena puede haber sido transportada desde otro lugar.

### Minerales en polvo
El espectrómetro Mossbauer realizó un estudio del polvo que se unió al imán de captura del Opportunity. Los resultados sugirieron que el componente magnético del polvo era titanomagnetita, en lugar de magnetita, como se pensaba. También se detectó una pequeña cantidad de olivino, indicando que se encuentra allí desde hace un largo período seco en el planeta. Por otra parte, una pequeña cantidad de hematita que estaba presente significó que pudo haber habido agua líquida durante un corto espacio de tiempo al principio de la creación del planeta. Debido a que la herramienta de abrasión de roca (RAT) demolió con facilidad las rocas, se piensa que son mucho más suaves que las rocas en el cráter de Gusev.

### Minerales rocosos
En el lugar donde aterrizó el Opportunity había pocas rocas, una capa de rocas que encontró en cráteres, fue estudiada por los instrumentos que estaban a bordo. Se encontró con sedimentos de minerales rocosos con una alta concentración de azufre en forma de calcio y sulfatos de magnesio. Algunos de los sulfatos que pueden estar presentes en basamentos son kieserita, sulfato anhidro, bassanita, hexahidrita, epsomita y yeso. También pueden encontrarse sales, tales como halita, bischofita, antarcticite, bloedite, vanthoffite o gluberita.

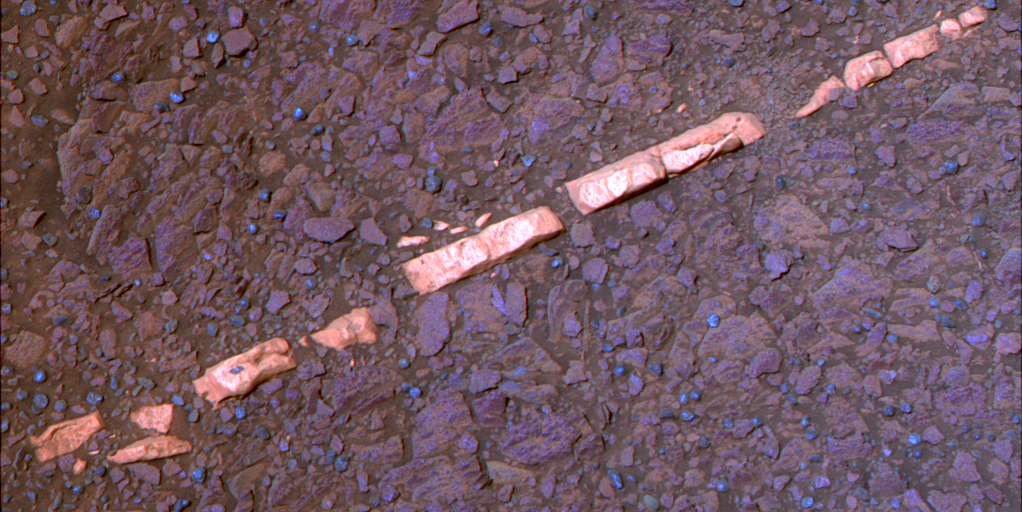
Formación "Homestake"

Las rocas que contenían los sulfatos tenían un tono ligero en comparación con las rocas aisladas y las rocas examinadas por los landers / rovers en otras localizaciones en Marte. Los espectros de estas rocas de tonos claros, que contienen sulfatos hidratados, fueron similares a los espectros tomados por el Thermal Emission Spectrometer a bordo del Mars Global Surveyor. El mismo espectro se encuentra en un área grande, por lo que se cree que el agua apareció en algún momento sobre una amplia región, no solo en el área explorada por el Opportunity.
El espectrómetro de rayos X Alpha Particle X-ray Spectrometer (APXS) encontró niveles bastante altos de fósforo en las rocas. Similares datos fueron encontrados por otros rovers en Ares Vallis y cráter Gusev, por lo que se ha planteado la hipótesis de que el manto de Marte puede ser rico en fósforo. Los minerales en las rocas podrían haberse originado por la erosión ácida del basalto. Debido a que la solubilidad del fósforo está relacionada con la solubilidad de uranio, torio y otros elementos de tierras raras, también se espera que todos se hayan enriquecido en las rocas.
Cuando el Opportunity llegó al borde del cráter Endeavor, encontró una vena blanca que fue identificada más adelante como yeso puro. Se formó cuando el agua que llevaba yeso disuelto depositaba el mineral en una grieta en la roca. En la foto se puede observar imagen de esta vena, llamada "Homestake".

### Evidencia de agua

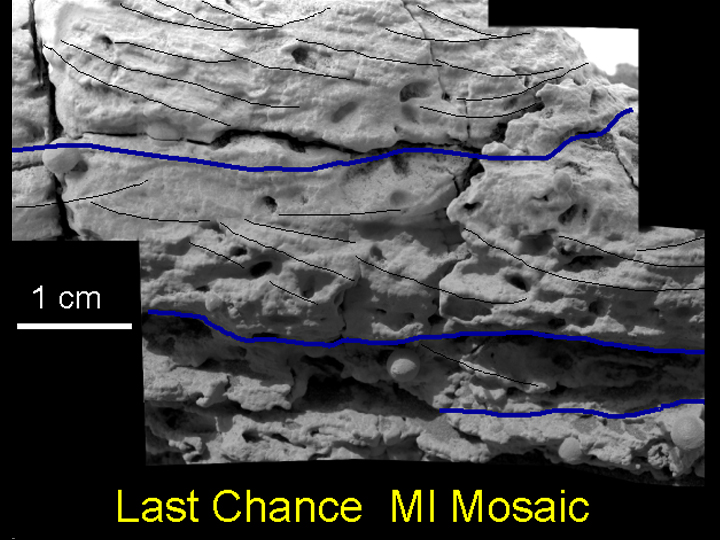
Características del lecho cruzado en la rock "Last Chance".

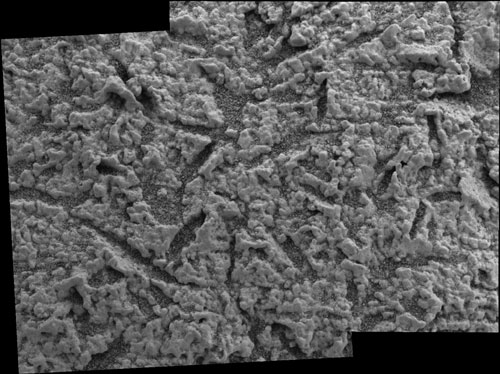
Vacíos o "vugs" dentro de la roca.

El examen de las rocas de Meridiani dio como resultado una fuerte evidencia del agua en el pasado. El mineral jarosita que solo se forma en el agua se encontró en todos los basamentos. Este descubrimiento demostró que el agua había existido alguna vez en Meridiani Planum. Además, algunas rocas mostraban pequeñas laminaciones (capas) con formas que solo se crean con agua que fluye suavemente. Las primeras laminaciones se encontraron en una roca denominada "The Dells". Los geólogos dirían que la estratificación cruzada mostró la geometría de los festones del transporte de ondulaciones subacuáticas. A la izquierda se muestra una imagen de estratificación cruzada, también llamada cama cruzada.
Agujeros en forma de caja en algunas rocas fueron causados por sulfatos generando grandes cristales, luego cuando los cristales se disolvieron más tarde, los agujeros, llamados vugs, se quedaron. La concentración de bromo en las rocas fue muy variable, probablemente porque es muy soluble. El agua puede haberlo concentrado en lugares antes de su evaporación. Otro mecanismo para concentrar compuestos de bromo altamente solubles es la deposición de escarcha durante la noche que formaría películas muy delgadas de agua que concentrarían el bromo en ciertos puntos.

### Roca de impacto
La roca denominada "Bounce Rock", fue encontrada en unas llanuras arenosas a se supone que expulsada de un cráter de impacto cercano. Su compuesto químico era distinto al resto de rocas. Contiene principalmente piroxeno, plagioclasa, pero no olivino, se parecía bastante a Lithology B, del meteorito shergottita EETA 79001, un meteorito bastante conocido y que había llegado a la Tierra desde Marte. Bounce rock recibió su nombre al estar cerca de una marca dejada por uno de los airbag.

### Meteoritos
El Opportunity encontró varios meteoritos en las llanuras. El primero que analizó fue denominado "Heatshield Rock" (escudo térmico), al encontrarse cerca del escudo térmico desechado por el Opportunity tras el aterrizaje. Tras el examen con el espectrómetro Miniature Thermal Emission Spectrometer (Mini-TES), el espectómetro Mossbauer, y el APXS, los investigadores llegaron a la conclusión de que era un meteorito IAB, por lo que le dieron esa clasificación. El APXS determinó que su composición era de 93 % de hierro y 7 % de níquel. Se cree que el adoquín denominado "Fig Tree Barberton" es un meteorito de piedra o hierro rocoso (silicato de mesosiderita), mientras que "Allan Hills" y "Zhong Shan" pueden ser meteoritos de hierro.

### Historia geológica
Tras observar varios lugares muy dispares, los científicos han concluido que el área de éstos fue inundada en varias ocasiones con agua y después se evaporó y se desecó. Durante el proceso se depositaron sulfatos. Más tarde, los sulfatos cementaron los sedimentos, concreciones de hematites crecieron por precipitación de las aguas subterráneas. Algunos sulfatos se formaron en grandes cristales que luego se disolvieron para dejar huecos. Varias líneas demuestran que el clima fue árido durante aproximadamente los últimos mil millones de años, y a la vez un clima que soporta el agua, al menos durante algún tiempo, en un pasado muy lejano.

## Descubrimientos en el cuadrante Aeolis por el Curiosity
El Curiosity encontró rocas de especial interés en la superficie de Aeolis Palus cerca de Aeolis Mons en el cráter Gale. En otoño de 2012, las rocas estudiadas, camino de Bradbury Landing a Glenelg Intrigue, incluyeron la "Coronation" (19 de agosto de 2012), la "Jake Matijevic" (19 de septiembre de 2012), y la "Bathurst Inlet" (30 de septiembre de 2012).

### Presencia de agua en un pasado muy lejano
El 27 de septiembre de 2012, los científicos de la NASA anunciaron que el Curiosity encontró rastros de un antiguo cauce de río que aparentemente fue "muy caudaloso".
El 3 de diciembre de 2012, la NASA informó que Curiosity realizó su primer análisis extensivo del suelo, revelando la presencia de moléculas de agua, azufre y cloro en el suelo marciano. El 9 de diciembre de 2013, la NASA informó que, basándose en los estudios realizados por Curiosity en Aeolis Palus, que el cráter Gale contenía un antiguo lago de agua dulce donde podría haberse dado un ambiente hospitalario para la vida microbiana.

### Evidencia de antigua habitabilidad
En marzo de 2013, la NASA informó que Curiosity encontró pruebas de que las condiciones geoquímicas en el cráter Gale fueron en algún momento adecuadas para la vida microbiana tras analizar la primera muestra perforada de roca marciana, "John Klein" en Yellowknife Bay en dicho cráter. El rover detectó agua, dióxido de carbono, oxígeno, dióxido de azufre y sulfuro de hidrógeno. También se detectó clorometano y diclorometano. Tras confirmar los análisis realizados se halló una fuerte presencia de minerales de arcilla esmectita.

### Detección de sustancias orgánicas
El 16 de diciembre de 2014, la NASA informó que Curiosity detectó "pico diez veces superior" de metano en un lugar exactamente localizado en la atmósfera de Marte. Las mediciones de muestras tomadas "una docena de veces durante 20 meses" mostraron incrementos a finales de 2013 y principios de 2014, dando un resultado de "7 partes de metano por mil millones existentes en la atmósfera". Antes y después de eso, las lecturas dieron un resultado de alrededor de una décima parte de ese nivel.
Además, se detectaron altos niveles de sustancias químicas orgánicas, particularmente clorobenceno, en el polvo tras la perforación de la roca denominada "Cumberland", analizado por el Curiosity.

## Imágenes

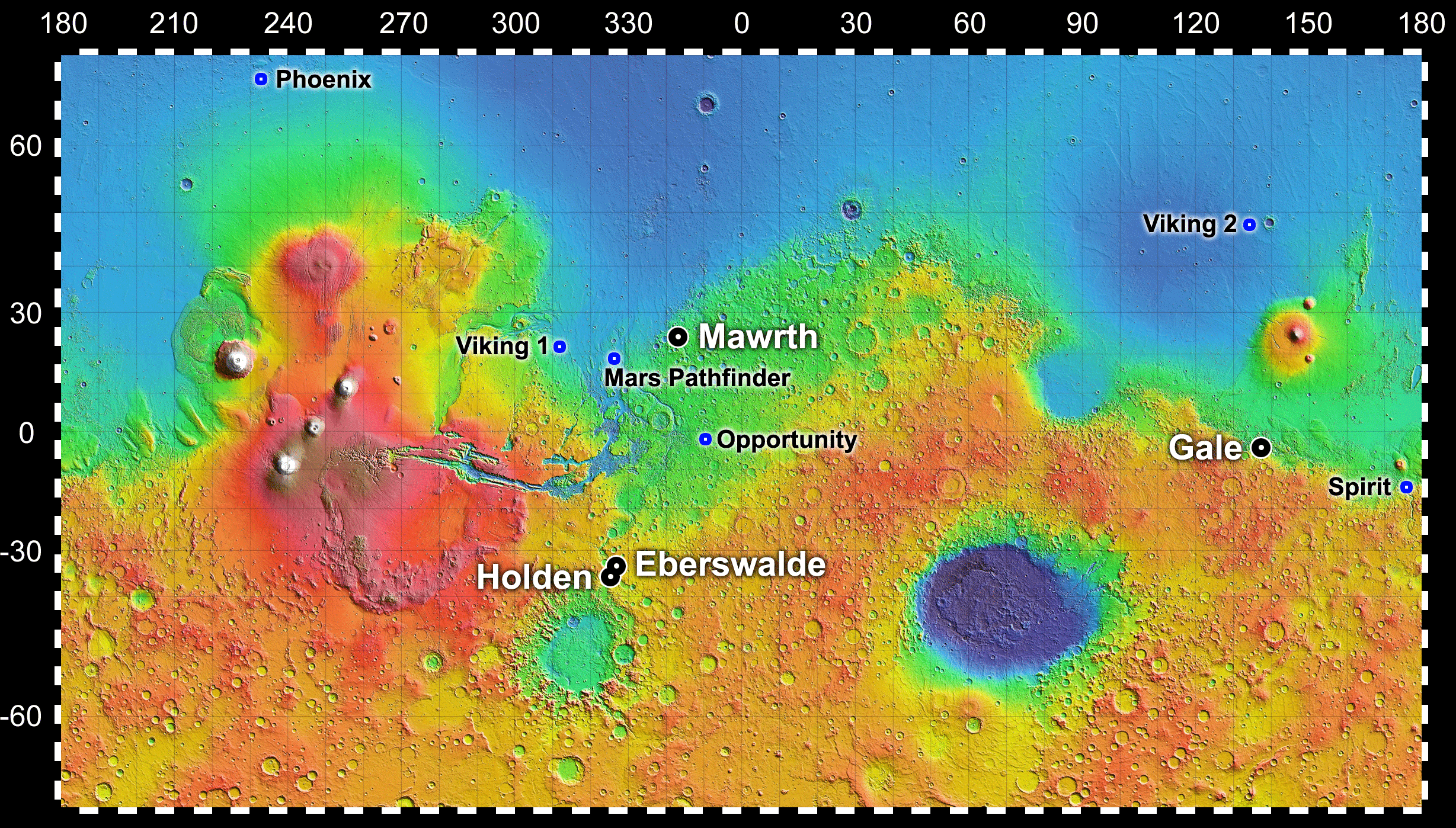
Mapa de lugares de aterrizaje reales (y propuestos) para el Rover incluyendo el cráter Gale.
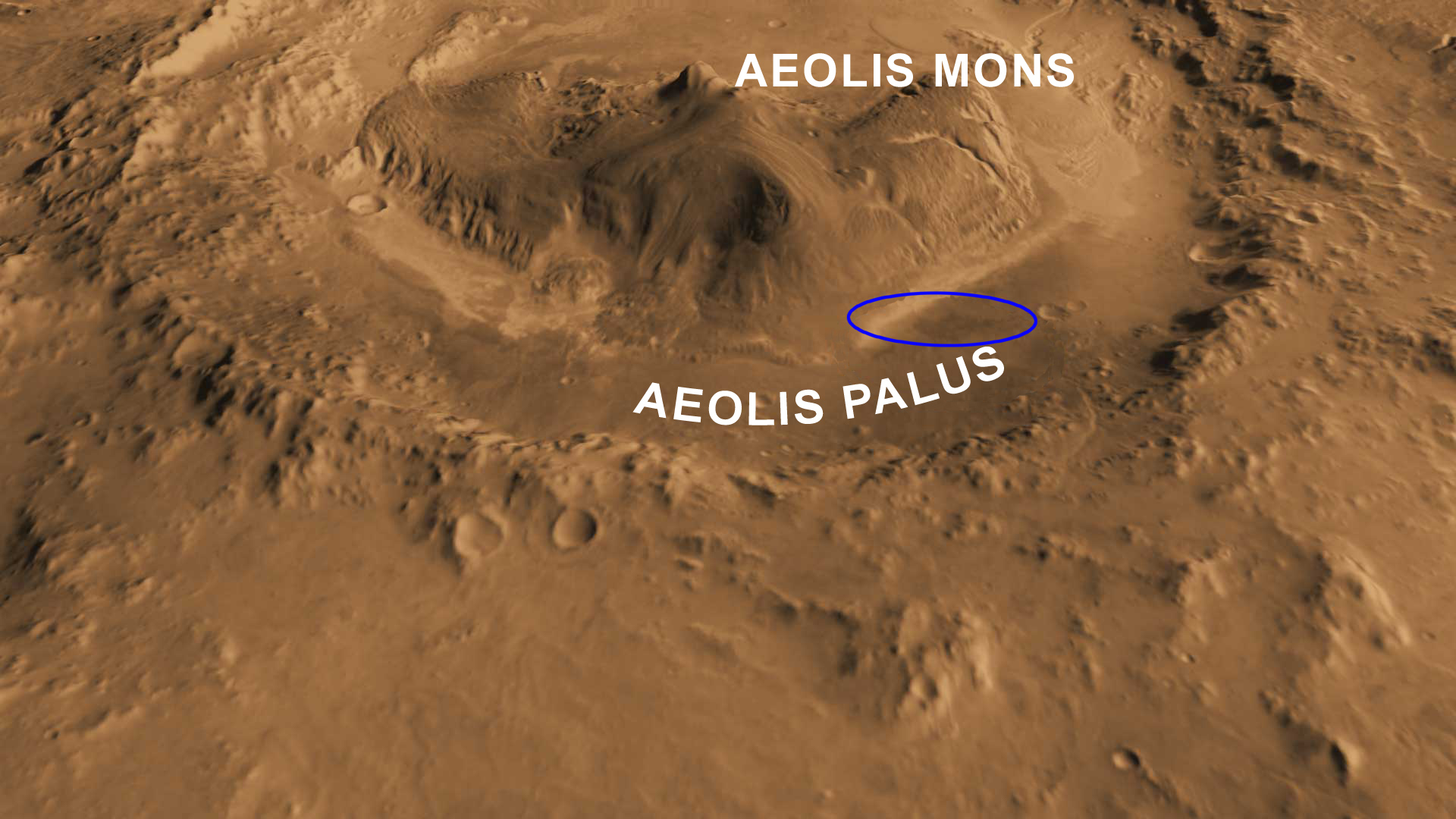
Cráter Gale - El sitio de aterrizaje se encuentra dentro de Aeolis Palus cerca de Aeolis Mons ("Monte Sharp") - El norte está debajo.
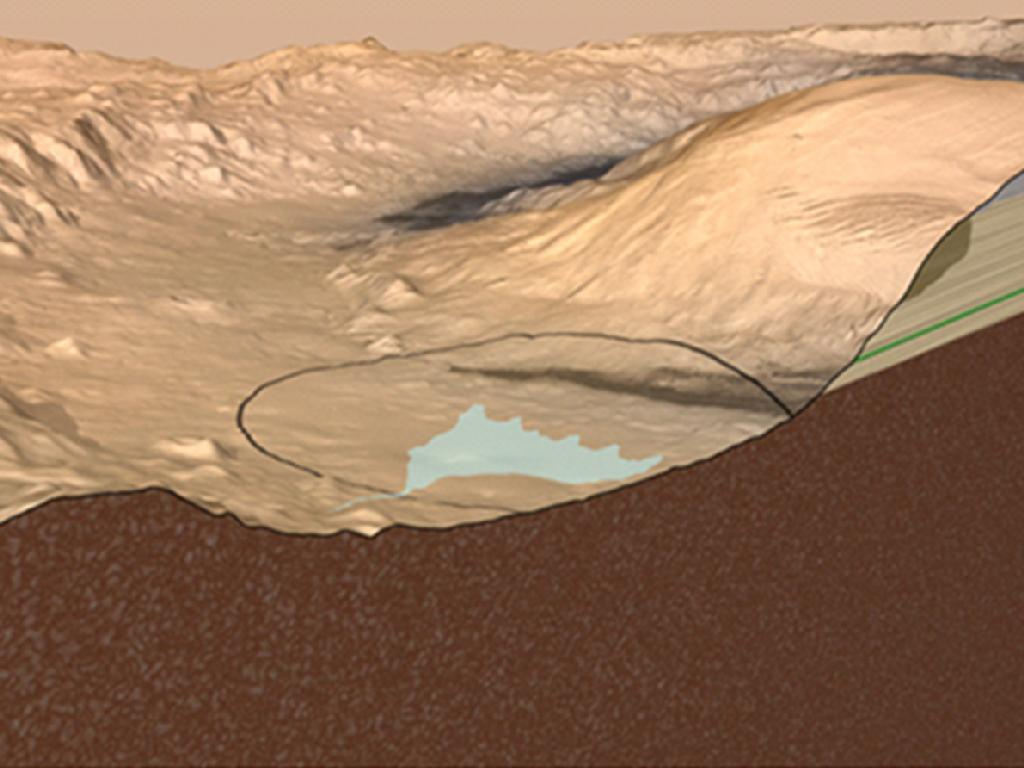
Gale Crater - Landing site is noted - also, alluvial fan (blue) and sediment layers in Aeolis Mons (cutaway).
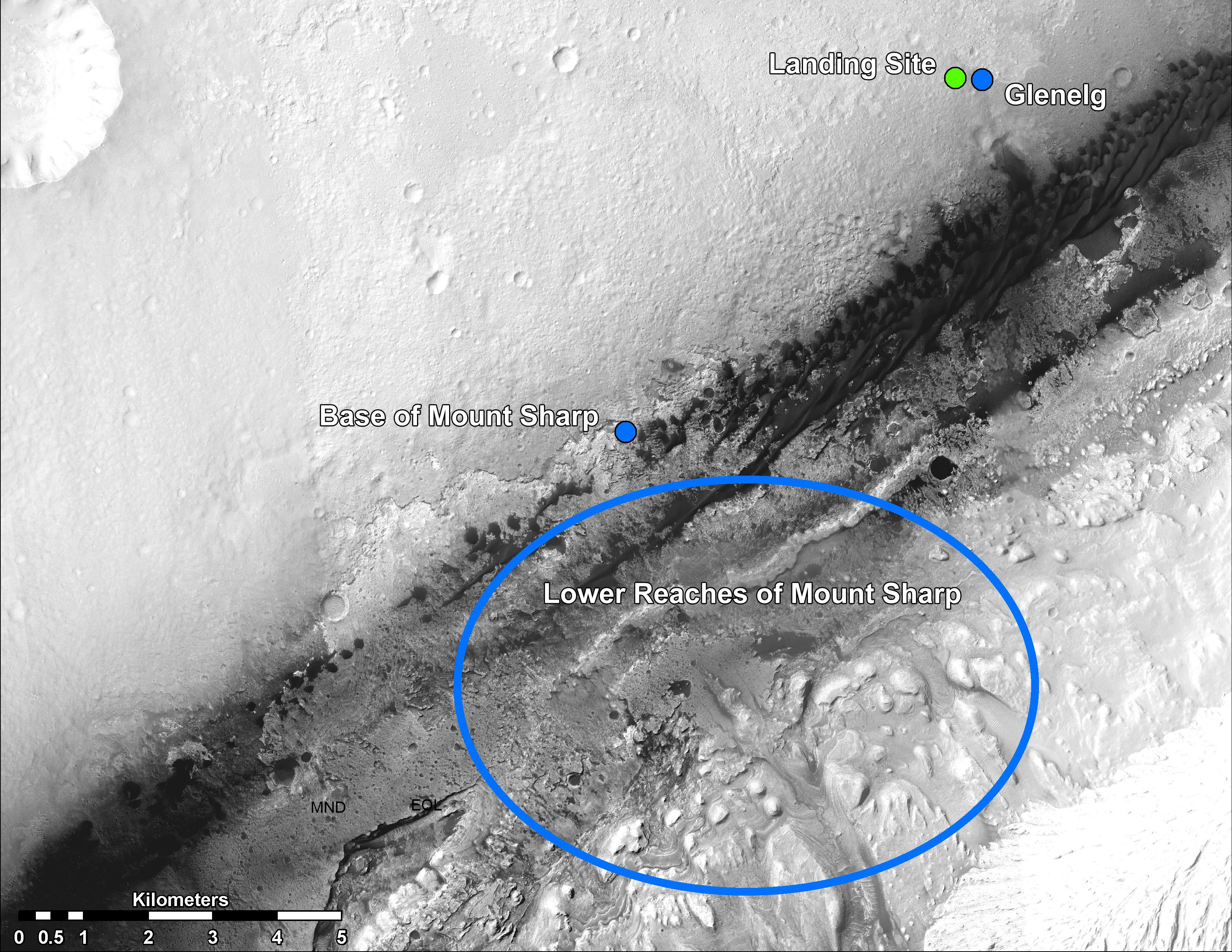
Curiosity rover landing site (green dot) - Blue dot marks Glenelg Intrigue - Blue spot marks "Base of Mount Sharp" - a planned area of study.
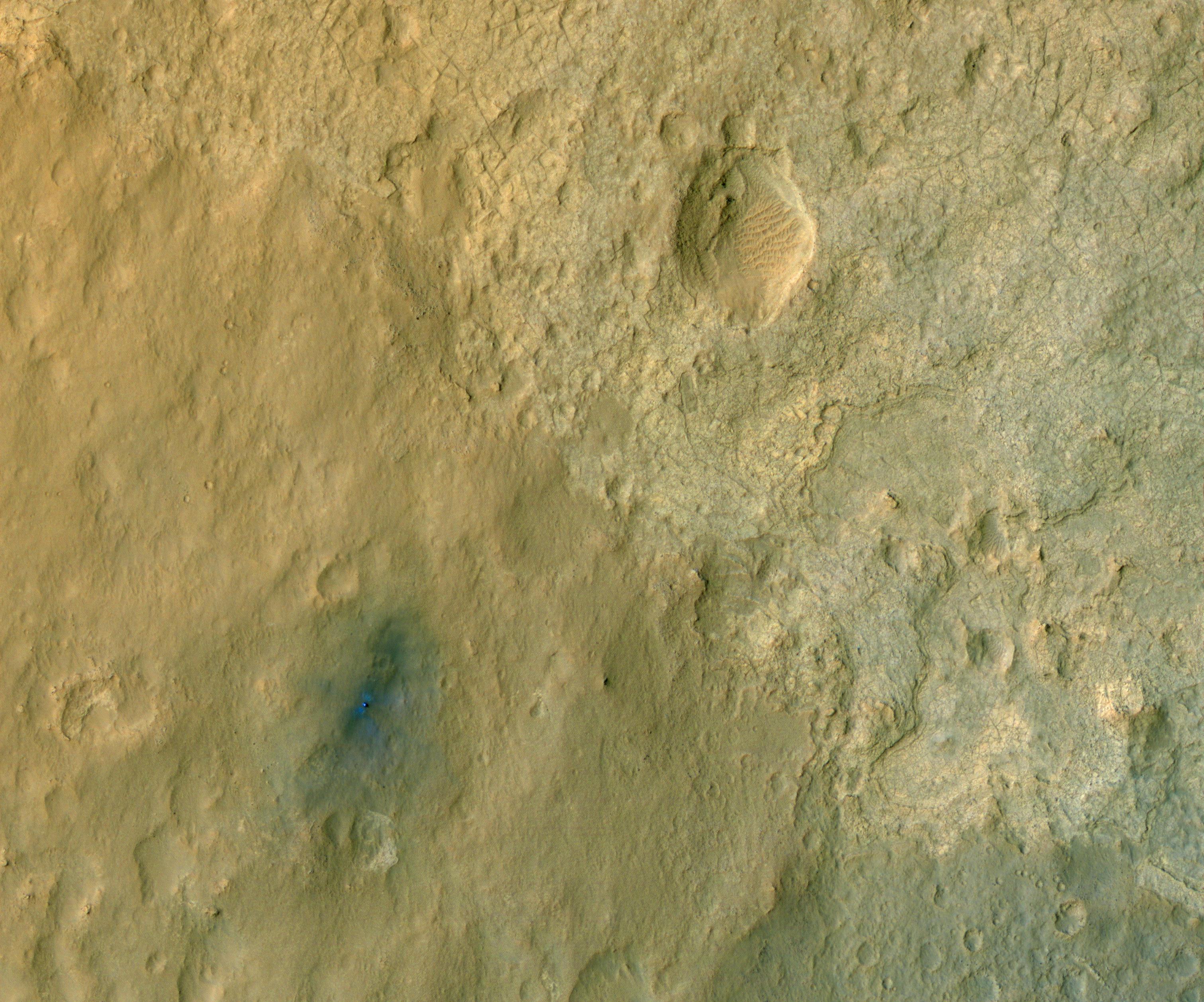
Curiosity rover landing site ("Bradbury Landing") viewed by HiRISE (MRO) (August 14, 2012).
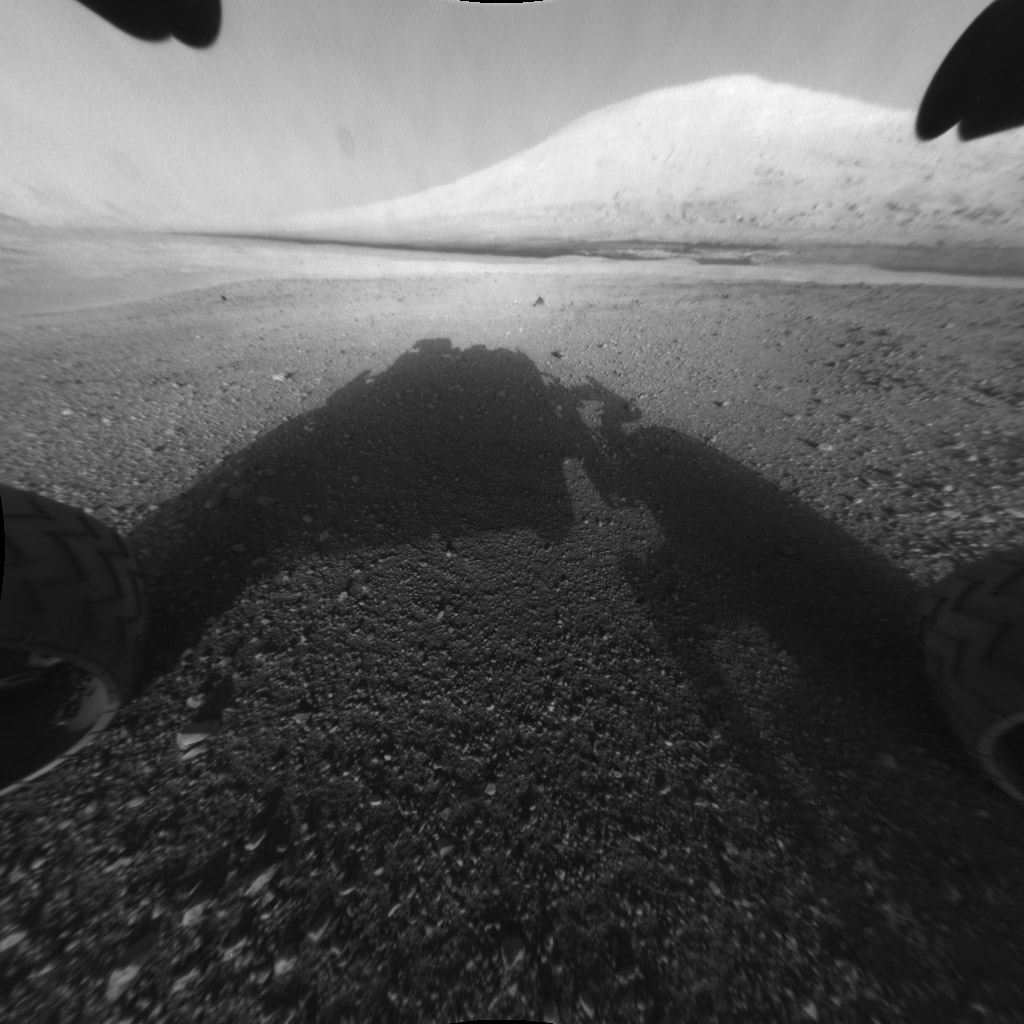
Aeolis Palus and "Mount Sharp" in Gale Crater as viewed by the Curiosity rover (August 6, 2012).
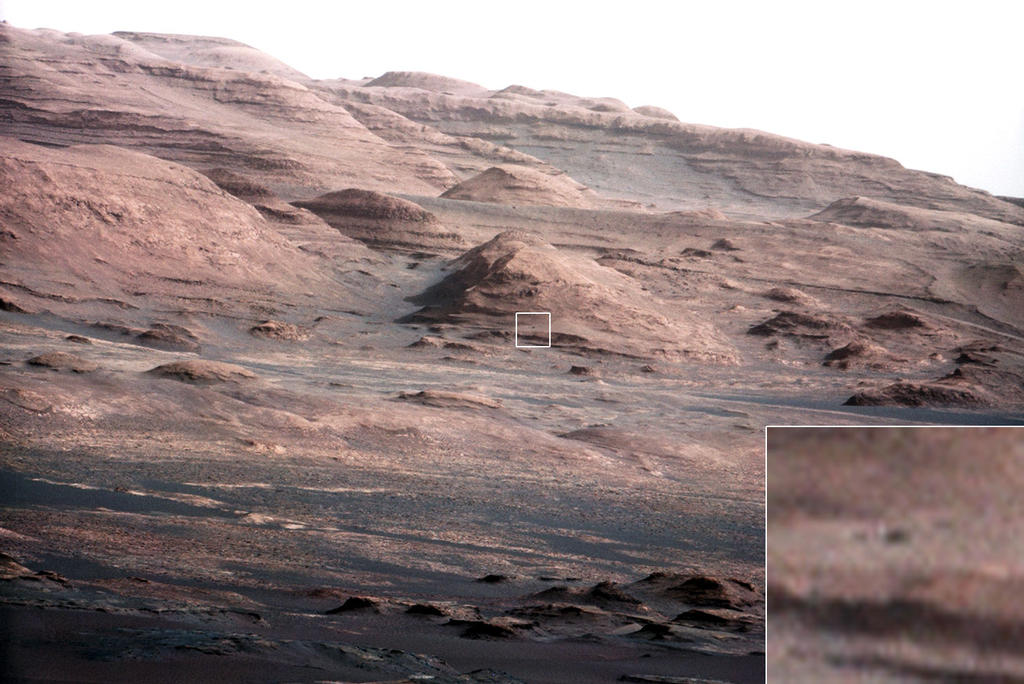
Layers at the base of Aeolis Mons - dark rock in inset is same size as the Curiosity rover (white balanced image).
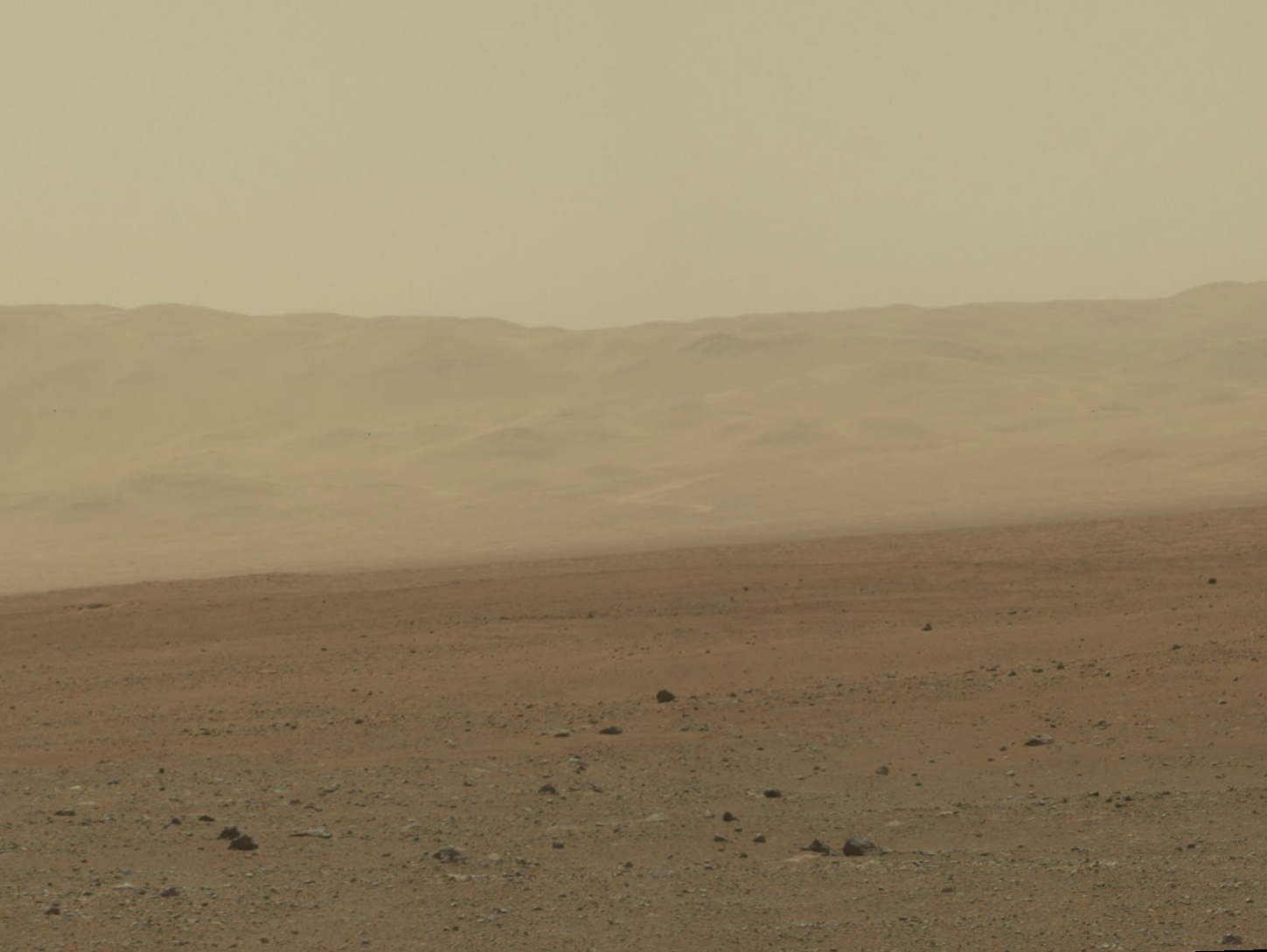
Gale Crater rim about 18 km (11,2 mi) North of the Curiosity rover (August 9, 2012).
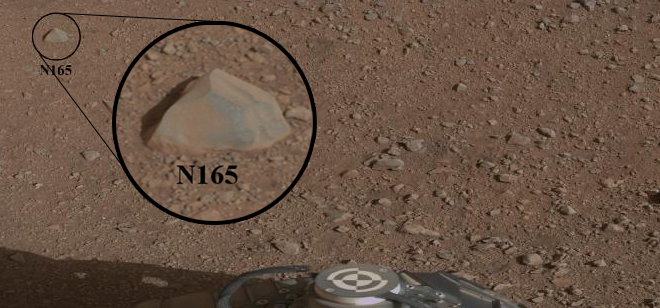
"Coronation" rock on Mars - first target of the ChemCam laser analyzer on the Curiosity rover (August 19, 2012).
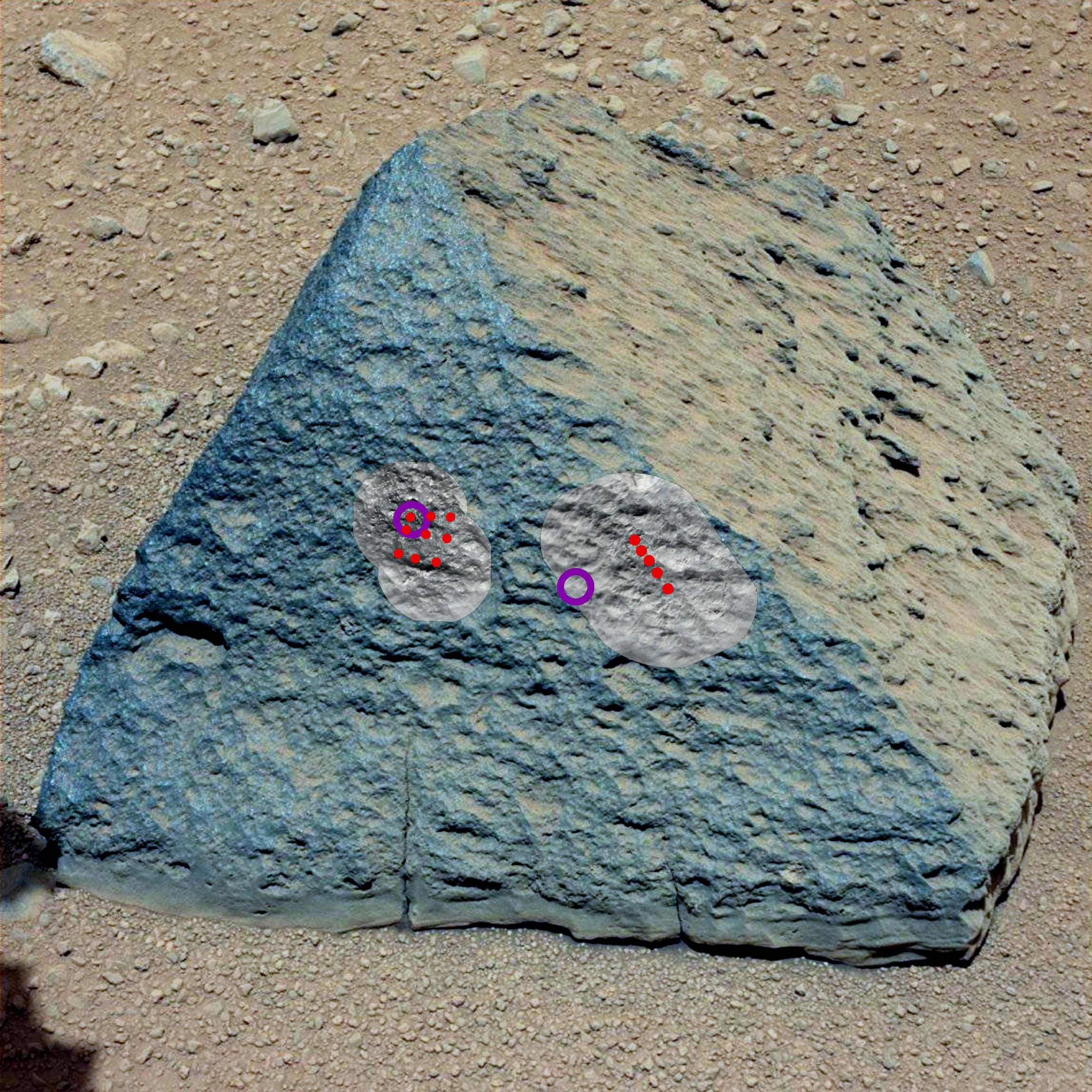
"Jake Matijevic" rock on Mars - a target of the APSX and ChemCam instruments on the Curiosity rover (September 22, 2012).
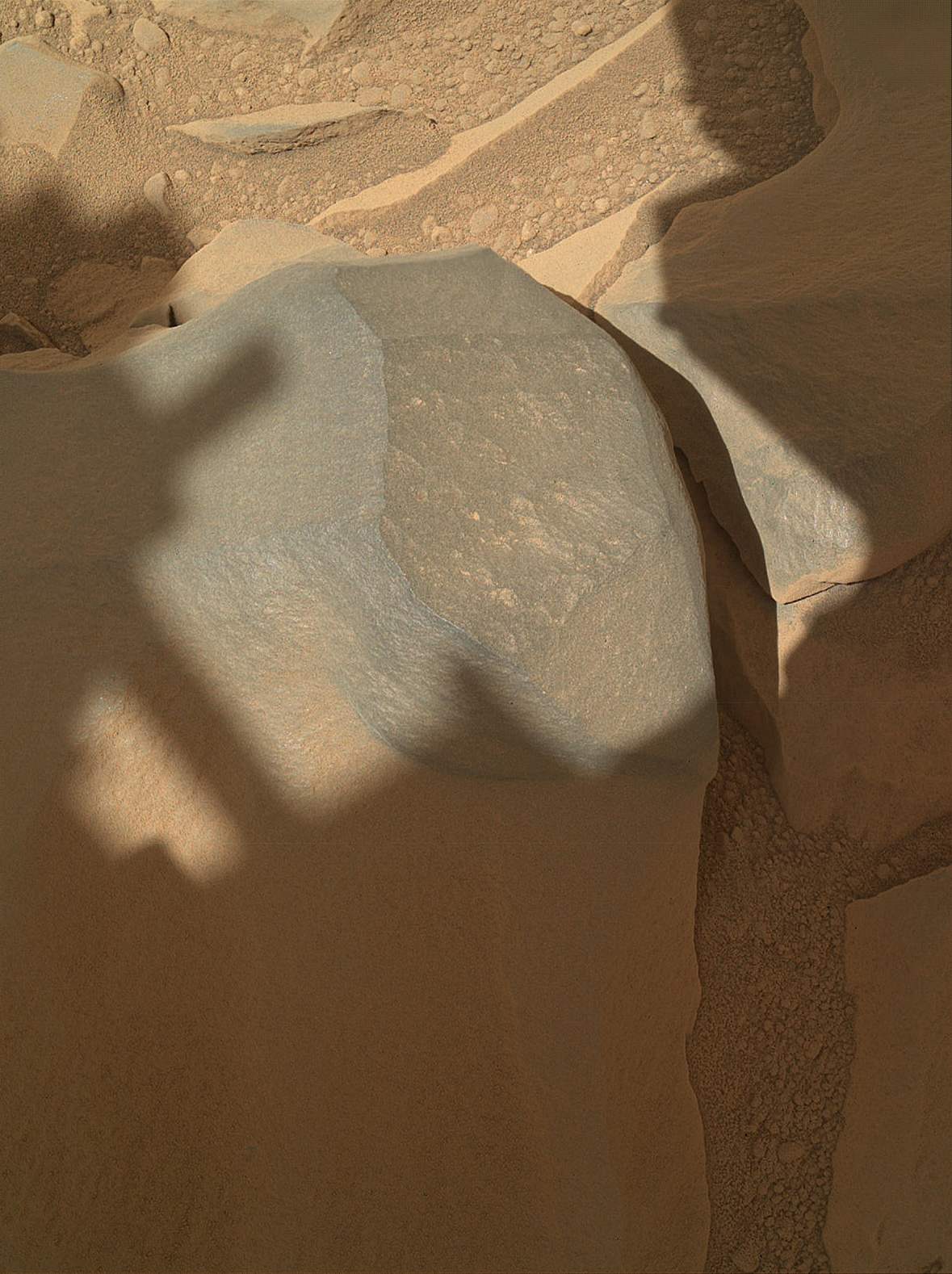
"Bathurst Inlet" rock on Mars - as viewed by the MAHLI camera on the Curiosity rover (September 30, 2012).
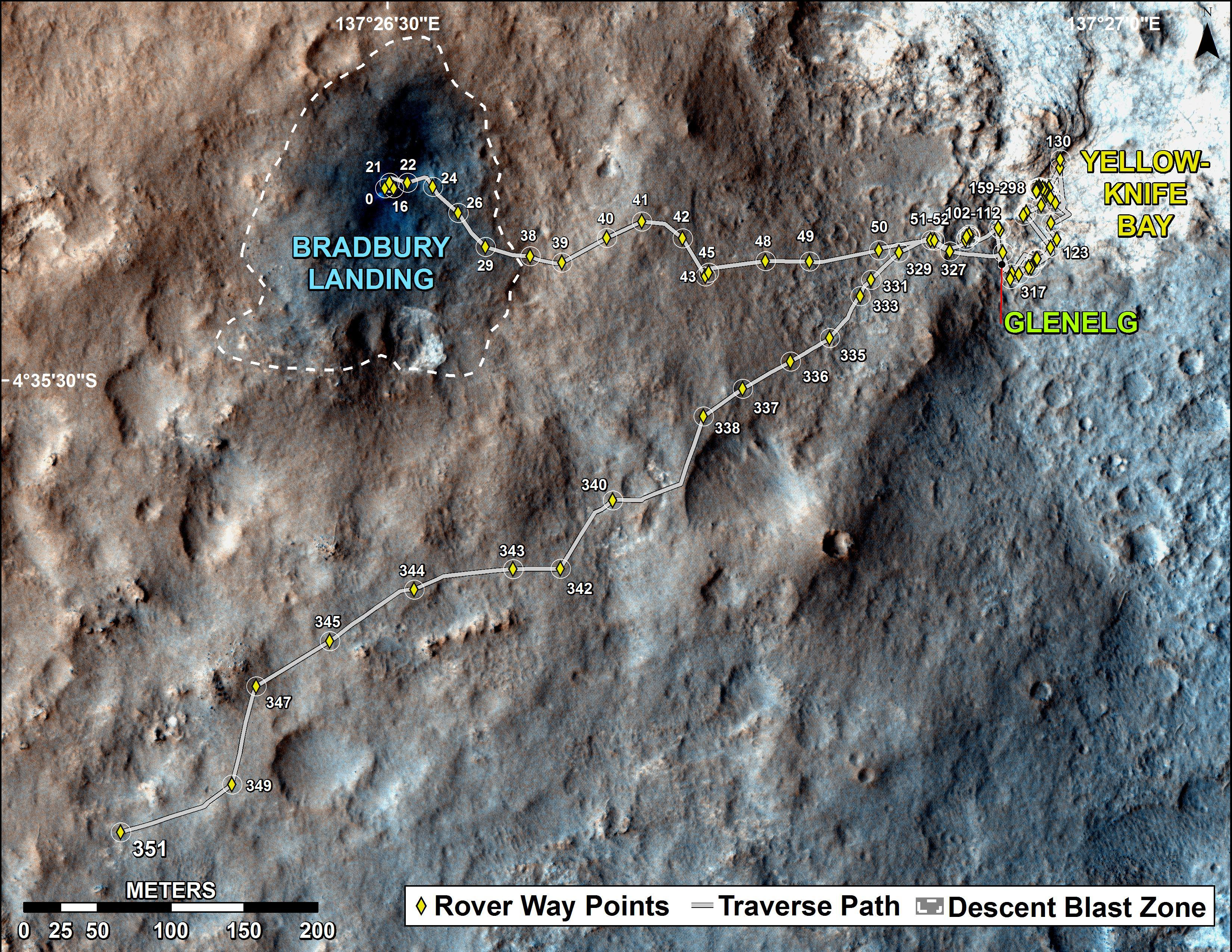
First-Year & First-Mile Traverse Map of the Curiosity rover on Mars (August 1, 2013) (3-D).